# Partido Democrático Trabalhista
O Partido Democrático Trabalhista (PDT) é um partido político brasileiro de centro-esquerda à esquerda. Foi fundado em 1979, logo após o início do processo de abertura política da ditadura militar, sendo alinhado às ideologias trabalhista, socialista democrática e nacionalista. Seu símbolo é "o punho e a rosa", um tradicional símbolo socialista criado por Didier Motchane inicialmente para o Partido Socialista francês e usado posteriormente por outros partidos e organizações de esquerda, como o PSOE da Espanha, o Partido Trabalhista britânico e a Internacional Socialista. O código eleitoral do partido é o 12. Com 1.100.378 filiados em abril de 2025, é o sexto maior do país, o segundo maior no Rio Grande do Sul e o maior no Rio de Janeiro.
Em junho de 1979, em Lisboa, Portugal, o político Leonel Brizola, em exílio durante a ditadura civil-militar brasileira, associou-se com socialistas e sociais-democratas ligados a Mário Soares, para organizar o "Encontro dos Trabalhistas do Brasil com os Trabalhistas no Exílio". No evento, foi elaborada a Carta de Lisboa, documento que continha as bases programáticas do Partido Trabalhista Brasileiro (PTB) que Brizola pretendia restaurar no Brasil no contexto de redemocratização anunciada no fim da década, após sua extinção com o Ato Institucional Número Dois de 1965. O partido e sua proposta restaurativa eram fundamentados no pensamento de teóricos brasileiros como Alberto Pasqualini e San Tiago Dantas, no fenômeno social do sindicalismo brasileiro e na liderança política de Getúlio Vargas. Na nova fase, o trabalhismo do PDT comprometeu-se com o "socialismo democrático", anunciando em seu manifesto a "defesa da democracia, do nacionalismo e do socialismo". Com a anistia geral, o exílio de Brizola chegaria ao fim e este retornaria ao Brasil como liderança política, mas seria impedido de usar o nome histórico do PTB, que fora concedido a um grupo rival, liderado pela deputada Ivete Vargas, sobrinha-neta de Getúlio Vargas, o que motivaria a fundação do PDT.
Em seu programa, o PDT elegeu sete pontos prioritários de atuação: assistência à infância e aos jovens; defesa dos interesses dos trabalhadores, das mulheres, das populações negras, das populações indígenas e da natureza brasileira, contra a poluição e a deterioração do meio ambiente resultante da exploração predatória, e recuperação de concessões feitas a grupos estrangeiros que são consideradas pelo partido "lesivas ao patrimônio e à economia nacionais". Após a morte de Brizola (em 2004), foi iniciado um período de aproximadamente 20 anos em que o presidente nacional do partido foi Carlos Lupi.

## História
O PDT é um dos partidos políticos brasileiros mais tradicionais, criado após a abertura política no final da ditadura militar.

Convenção do PTB com Leonel Brizola. Arquivo Nacional.

Seu legado é herdado do antigo Partido Trabalhista Brasileiro, fundado em 1945, com base eleitoral no operariado urbano e forte ligação com os sindicatos. O partido teve dois líderes que foram eleitos pelo voto direto a presidência da República: Getúlio Vargas, de 1951 a 1954 que, pressionado por setores da imprensa e do exército para a renúncia, terminou o mandato com seu suicídio, e João Goulart, eleito vice-presidente e assumindo o cargo com a renúncia de Jânio Quadros (do Partido Trabalhista Nacional).
Em meio a uma crise institucional, militares conservadores tentaram impedir a posse de Goulart, dando início a Campanha da Legalidade, comandada por Leonel Brizola, governador do Rio Grande do Sul pelo PTB. Goulart é empossado num sistema parlamentarista, amplamente rejeitado pela população em um plebiscito que, dois anos depois, culminaria no retorno do presidencialismo. Em 1964, Goulart seria deposto por um golpe militar liderado pelo alto escalão do Exército e, em 1965, através do Ato Institucional Número Dois, o PTB seria extinto, assim como todos os partidos políticos até então existentes. Depois de tentativas frustradas de resistência, Leonel Brizola exilou-se no Uruguai. Até o final da década de 1970, a inteligência norte-americana ajudou nos esforços das ditaduras latino-americanas a controlar Brizola, havendo, mais tarde, mudanças da política externa dos EUA para a América Latina, ocorrida com o governo de Jimmy Carter, orientadas contra o abusos aos direitos humanos internacionais.

### Fundação
O marco da fundação do PDT é considerado a Carta de Lisboa, de 17 de junho de 1979. Com a iminência da assinatura da Lei da Anistia, Leonel Brizola, que, após a morte de João Goulart, se tornara o líder natural do trabalhismo democrático brasileiro, convocou personalidades progressistas que se encontravam no exílio, assim como outros jovens vindos do Brasil, ao "Encontro dos Trabalhistas do Brasil com Trabalhistas no Exílio" realizado na cidade de Lisboa, em Portugal, para um congresso com vistas a reorganizar o movimento trabalhista no Brasil, juntamente com socialistas ligados ao secretário-geral do Partido Socialista português e ex-primeiro-ministro de Portugal Mário Soares.
Deste encontro, na presença de refugiados de doze países da América e da Europa, ao lado de oitenta trabalhistas brasileiros, produziu-se a Carta de Lisboa, documento que continha as bases programáticas do partido político que Brizola pretendia reorganizar (e reestruturar após sua extinção com o Ato Institucional Número Dois) no contexto da redemocratização que se anunciava no fim da década de 1970, o Partido Trabalhista Brasileiro.
Segundo o Tribunal Superior Eleitoral, porém, a fundação do partido só ocorreu em maio de 1980 (e seu registro só viria a ser concedido em novembro de 1981).

### A disputa pela legenda do PTB
Com a anistia política concedida em agosto de 1979, e a volta do pluripartidarismo ao sistema eleitoral brasileiro, muitos políticos, ao voltarem do exílio, tentaram recuperar os antigos partidos políticos que existiam antes do início da Ditadura Militar (período pré-1964). Com a morte de João Goulart durante o período ditatorial, Leonel Brizola surgiu naturalmente como o principal líder do antigo PTB e, após sua chegada ao país, tentou reorganizar a legenda. Porém, foi surpreendido pela ação concorrente de Ivete Vargas, sobrinha-neta de Getúlio Vargas, que também reivindicou, para si, o controle da legenda PTB.
Após disputas judiciais, o TSE decidiu, finalmente, conceder a legenda ao grupo liderado por Ivete Vargas, que agrupava políticos que não coadunavam com os ideais trabalhistas históricos do partido, sem também possuírem uma história partidária no antigo PTB. Nomes como o de Jânio Quadros (político que se elegeu Presidente da República em 1960 fazendo oposição ao PTB) e Sandra Cavalcanti (secretária de Carlos Lacerda, da União Democrática Nacional - UDN) encontraram abrigo no novo PTB. Na época, acusou-se Golbery do Couto e Silva de tramar a cessão da sigla para Ivete, a fim de enfraquecer o grupo de Brizola, então um dos políticos mais populares do país, e ferrenho opositor da ditadura.
Inconformados com tal atitude, considerando que o novo PTB não representava mais os ideais trabalhistas históricos, o grupo liderado por Leonel Brizola foi obrigado a formar um novo partido, o Partido Democrático Trabalhista – PDT. A comissão diretora nacional foi constituída por dez nomes, entre eles: Brizola, Doutel de Andrade, Lidovino Antônio Fanton, Alceu Colares, José Frejat, Benedito Cerqueira, Susana Thompson Flores Pasqualini, José Guimarães Neiva Moreira, Antônio Guaçu Dinaer Piteri e Darcy Ribeiro.
Um dos fatos mais marcantes da perda da legenda PTB foi a cena em que Leonel Brizola chorou copiosamente e rasgou um papel com a sigla PTB dizendo: "consumou-se o esbulho". No dia seguinte, a foto desta cena foi publicada no Jornal do Brasil ao lado do seguinte poema de Carlos Drummond de Andrade:
Vi um homem chorar porque lhe negaram o direito de usar três letras do alfabeto para fins políticos. Vi uma mulher beber champanha porque lhe deram esse direito negado ao outro. Vi um homem rasgar o papel em que estavam escritas as três letras, que ele tanto amava. Como já vi amantes rasgarem retratos de suas amadas, na impossibilidade de rasgarem as próprias amadas.

Vi homicídios que não se praticaram mas foram autênticos homicídios: o gesto no ar, sem consequência, testemunhava a intenção. Vi o poder dos dedos. Mesmo sem puxar gatilho, mesmo sem gatilho a puxar, eles consumaram a morte em pensamento.
Vi a paixão e todas as suas cores. Envolta em diferentes vestes, adornada de complementos distintos, era o mesmo núcleo desesperado, a carne viva; E vi danças festejando a derrota do adversário, e cantos e fogos. Vi o sentido ambíguo de toda festa. Há sempre uma antifesta ao lado, que não se faz sentir, e dói para dentro.
A política, vi as impurezas da política recobrindo sua pureza teórica. Ou o contrário... Se ela é jogo, como pode ser pura?... Se ela visa ao bem geral, por que se nutre de combinações e até de fraude? Vi os discursos.
— Jornal do Brasil, Rio de Janeiro, 15 de maio de 1980, Caderno B. p. 1.

### Década de 1980
Dando sequência ao processo de abertura política no país, o regime militar restabeleceu o pluripartidarismo e convocou as primeiras eleições gerais diretas (com exceção dos cargos de Presidente da República, prefeitos de capitais e prefeitos de cidades designadas como áreas de segurança nacional) em 1982. Com apenas um ano de existência, o PDT saiu das eleições como o terceiro maior partido brasileiro, ficando atrás somente dos partidos tradicionais, PDS (substituto da ARENA) e PMDB (substituto do MDB), e se apresentando como a primeira força de esquerda do país, posição que manteria até meados da década de 1990.
Nas eleições majoritárias (governos estaduais e renovação de 1/3 do Senado Federal), o PDT foi o único dos novos partidos a conseguir vitórias.
O PDS ganhou em 12 estados, concentrando-se mais no Nordeste brasileiro. O PMDB ganhou em 9 estados, e o PDT ganhou no Rio de Janeiro, com Leonel Brizola para o governo estadual e Saturnino Braga para o Senado Federal. No Rio de Janeiro, as eleições governamentais contaram com uma tentativa de fraude eleitoral pela empresa Proconsult, encarregada de processar os votos. A fraude consistiria na transformação dos votos de Brizola em brancos e nulo. Descoberta a tempo pela Rádio Jornal do Brasil, a manobra foi evitada.
Nas eleições proporcionais, o PDT elegeu 24 deputados federais, ficando atrás somente de PDS (235 deputados) e PMDB (200 deputados), e na frente do PTB (13 deputados) e do PT (8 deputados).
No plano nacional, o partido se posiciona como oposição ao governo do general João Figueiredo.
Pouco tempo depois, Leonel Brizola e o PDT, junto com os outros partidos e lideranças partidárias consideradas progressistas, lideraram a Campanha das Diretas Já! em favor da realização de eleições diretas para o cargo de Presidente da República. Apesar da grande manifestação popular em favor da aprovação da Emenda Dante de Oliveira pelo Congresso Nacional em 1984, ela não foi aprovada por uma diferença mínima de apenas 22 votos, sendo as próximas eleições presidenciais realizadas indiretamente através de um colégio eleitoral.
Durante a eleição indireta, o PDT apoiou a eleição do candidato do PMDB, Tancredo Neves, que conseguiu a vitória graças à dissidência da candidatura governista, a chamada Frente Liberal, que, insatisfeita com a escolha do candidato do PDS, Paulo Maluf, apoiou a candidatura de Tancredo Neves.
Com a morte de Tancredo Neves, assumiu, em seu lugar, o vice-presidente de sua chapa, José Sarney, dissidente do PDS/ARENA e integrante da Frente Liberal.
Tendo em vista esse acontecimento, o PDT se posicionou como oposição ao governo José Sarney.
Em 1985, nas primeiras eleições diretas para municípios capitais de estado, o PDT ganhou o controle da cidade do Rio de Janeiro com a eleição de Saturnino Braga, e de Porto Alegre com Alceu Collares.

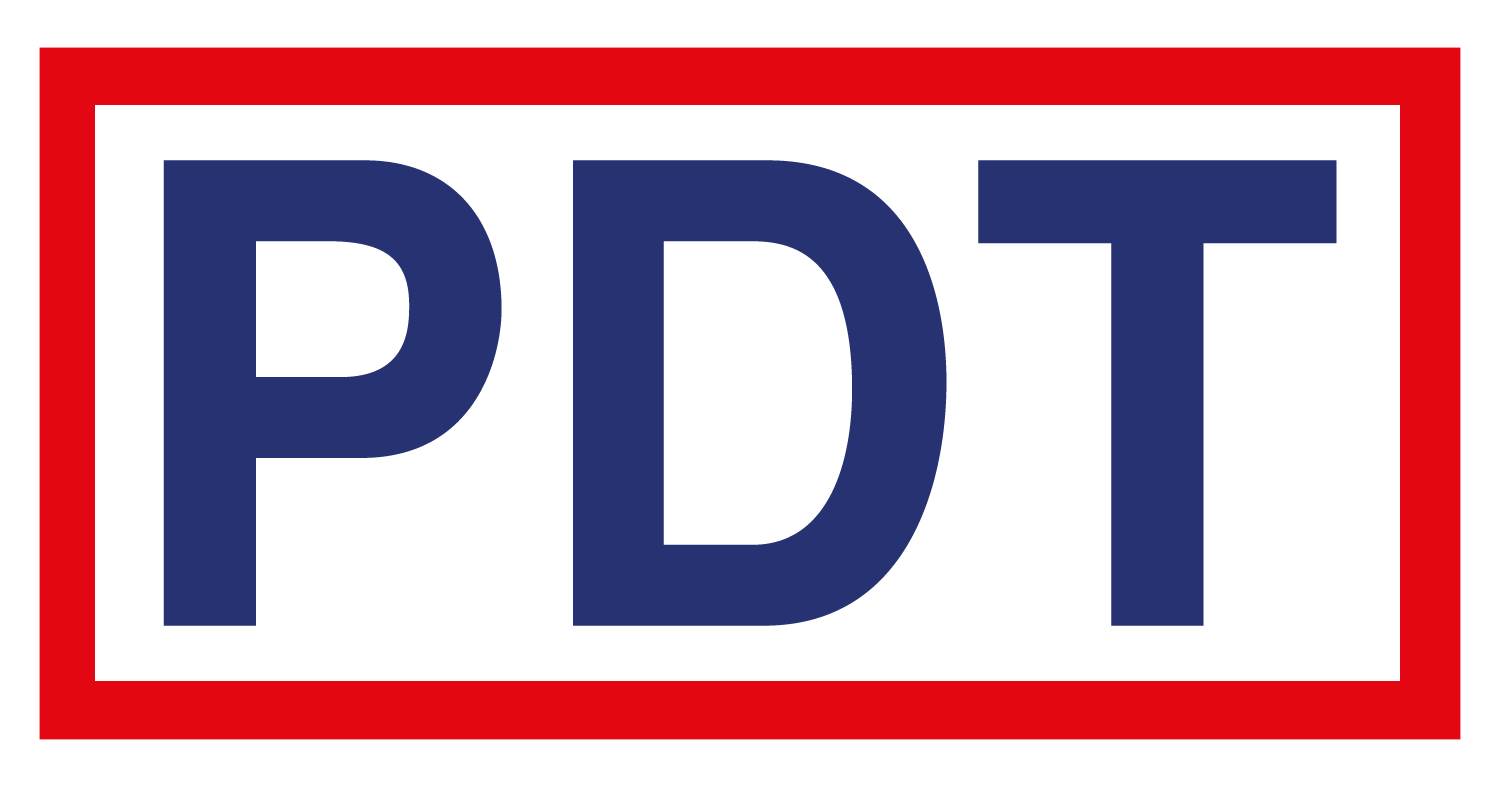
Logo do partido até 1990.

Em 1986, ano eleitoral, o presidente José Sarney lançou o Plano Cruzado, criticado abertamente por Brizola. Após o sucesso inicial do plano, com o estancamento da crise econômico-financeira pela qual o país passava, o partido do presidente, o PMDB, elegeu 22 dos 23 governos estaduais.
Apesar da boa avaliação do PDT, o partido não conseguiu eleger o vice-governador fluminense Darcy Ribeiro como sucessor de Brizola, graças ao Plano Cruzado, que beneficiou seu rival do PMDB, Moreira Franco, que Brizola apelidara de "gato angorá". Moreira Franco, ex-PDS, era apoiado por partidos de centro-direita: PFL, PTB, PL e outros. Pouco tempo depois das eleições, o plano se mostrou um fracasso, confirmando as declarações de Brizola, e a crise voltou.
Confirmando sua ascensão, nas eleições municipais de 1988, o PDT elegeu prefeitos de quatro capitais: Marcello Alencar no Rio de Janeiro, Jackson Lago em São Luís, Jaime Lerner em Curitiba, e Wilma de Faria em Natal.
Em 1989, com a primeira eleição direta para o cargo de Presidente da República após o regime militar, o PDT lançou, como seu candidato, Leonel Brizola. Depois de uma campanha acirrada, Brizola chegou em terceiro lugar, perdendo uma vaga no segundo turno por uma diferença de apenas 0,5% dos votos para o segundo colocado, o candidato do PT, Luiz Inácio Lula da Silva.
No segundo turno, o PDT apoiou a candidatura de Lula, que perdeu a eleição para o candidato conservador do pequeno PRN, Fernando Collor de Melo, apoiado pelas forças conservadoras e com grande apoio da mídia (um fato notório foi a edição manipulada da cobertura jornalística do último debate presidencial a favor de Collor pela Rede Globo).
Nas eleições de 1986, o PDT elegeu 24 deputados federais, que viriam a ser constituintes durante esta legislatura. A atuação do PDT durante a Constituinte foi marcada pela defesa dos temas nacionalistas. O partido apoiou o presidencialismo, a jornada semanal de 40 horas, o monopólio estatal do petróleo e se posicionou contra os cinco anos de mandato para o presidente José Sarney.
Na década de 1980, surgiu o Instituto Alberto Pasqualini (IAP), que posteriormente foi transformado em Fundação Alberto Pasqualini (FAP), e com a morte do líder trabalhista Leonel Brizola em 2002, foi renomeada para a Fundação Leonel Brizola – Alberto Pasqualini (FLB-AP), consolidando-se como órgão de formação política e preservação da memória trabalhista.  A FLB-AP desempenha importantes atividades educacionais e políticas. Entre as iniciativas apontadas, destacam-se: Encontros, Seminários e Congressos; Observatório da Democracia; Observatório Trabalhista; Preservação e Acervo Histórico; Capacitação e Formação Política; Colaboração ao programa partidário.

### Década de 1990
As eleições gerais no Brasil em 1990 marcaram o apogeu do PDT, com a eleição de 3 governadores de estado: Leonel Brizola no Rio de Janeiro, Alceu Collares no Rio Grande do Sul, e Albuíno Azeredo no Espírito Santo. Além disso, elegeu 46 deputados federais, a melhor performance eleitoral de toda a sua história. No plano nacional, o partido se posicionou como oposição ao governo Collor. Apesar de as eleições de 1990 terem sido o auge do partido no campo eleitoral, sua situação ao longo da década foi de declínio, acentuado após as eleições de 1994, passando a dividir, com o Partido dos Trabalhadores, a liderança da esquerda no plano nacional, e vindo até mesmo ser ultrapassado por este no fim da década.
Isso se deu em grande parte em razão do criticado desempenho de seus governadores e da demora de tomada de posição a favor das investigações contra o Presidente Collor. É nesse período que figuras importantes do partido começam a criar dissidência e sair do partido, como, por exemplo, César Maia, Marcello Alencar, Saturnino Braga e Jamil Haddad no Rio de Janeiro.
Com as primeiras denúncias de corrupção contra o ex-presidente Fernando Collor, o PDT não apoiou de imediato as pressões para a instalação de uma comissão parlamentar de inquérito, só vindo a mudar de posição pouco tempo depois, com o agravamento das denúncias. A partir daí, o PDT entrou fortemente na luta pelo impeachment do presidente Collor.
Com Collor afastado da presidência pelo Congresso Nacional, Itamar Franco assumiu o poder. Durante seu governo, foi realizado um plebiscito para a escolha do sistema de governo no país, e o PDT foi o único partido que se posicionou desde o início a favor do presidencialismo. Com o não avanço das ideias parlamentaristas, vários partidos começaram a mudar de posição e a defender também o presidencialismo, que saiu vitorioso.
Na mesma época, o PDT se empenhou firmemente no combate à Revisão Constitucional, que fracassou.
Nas eleições gerais no Brasil em 1994, o PDT apresentou, mais uma vez, Leonel Brizola como candidato a presidente, conseguindo, porém, apenas a 5ª colocação.
Na Bahia, o prefeito Humberto Soares Leite é filiado ao partido.
Para os governos estaduais, o PDT conseguiu eleger somente 2 governadores: Jaime Lerner no estado do Paraná, que pouco tempo depois se mudaria para o PFL, e Dante de Oliveira, no Mato Grosso, que mais tarde, engrossaria as fileiras do PSDB, perdendo o PDT o controle de qualquer governo estadual e sofrendo um processo de esvaziamento. O partido elegeu 34 deputados federais e 4 senadores.
Com a vitória do candidato do PSDB, Fernando Henrique Cardoso para o cargo de Presidente da República, e a sua consequente reeleição em 1998, o quadro político brasileiro iniciou um período político relativamente estável e sem alteração até o início dos anos 2000. O PDT, considerando o governo de Fernando Henrique neoliberal e destruidor da chamada Era Vargas, se posicionou firmemente junto com o PT como oposição ao governo de Fernando Henrique, chegando até mesmo a fazer campanha pela sua renúncia. Foi a partir deste período que o PDT perdeu a liderança na esquerda brasileira para o PT.
Nas eleições municipais no Brasil em 1996, o PDT conseguiu 9% dos votos nacionais, permanecendo como o quinto maior partido nacional. Nas eleições gerais no Brasil em 1998, o PDT resolveu formar uma coligação política com PT, tendo Leonel Brizola como vice na chapa de Lula. Apesar da união dos dois principais partidos de esquerda, a chapa conseguiu apenas um segundo lugar, conseguindo o presidente Fernando Henrique reeleger. Já para a Câmara Federal, o PDT elegeu uma bancada de 25 deputados.
Em relação aos governos estaduais, o PDT voltou a eleger um governador, Anthony Garotinho no Rio de Janeiro, porém, antes de terminar seu mandato, mais uma vez o PDT viu seus quadros serem diminuídos com a expulsão de Anthony Garotinho e o consequente desligamento de seus correligionários.

### Década de 2000
Com seu último grande esvaziamento, o PDT somou apenas 6,6% dos votos nacionais nas eleições municipais de 2000, ficando apenas como o sétimo maior partido nacional, caindo para a classificação de partido de porte médio.
Em 2001, após serem expulsos do PSDB, os irmãos senadores Álvaro Dias e Osmar Dias, do Paraná, ingressam no PDT por convite de Leonel Brizola.
Nas eleições de 2002, o PDT resolveu não lançar candidato a presidente, porém, formou a Frente Trabalhista com o PPS e o PTB, apoiando a candidatura de Ciro Gomes, que não obteve sucesso, conseguindo somente a quarta colocação. No segundo turno, o PDT resolveu apoiar o candidato do PT, Lula, que venceu a eleição contra o candidato da situação, José Serra, do PSDB.
Em relação às eleições estaduais, o partido voltou a eleger um governador, com Waldez Goes pelo estado do Amapá, e uma bancada de apenas 19 deputados federais.
Com a vitória de Lula, o PDT foi convidado para fazer parte do governo através de sua ação no Ministério das Comunicações, tendo, como seu ministro, o então deputado federal Miro Teixeira. Por discordar desse apoio, o senador Álvaro Dias deixou o partido.
Após um ano de governo, entretanto, a primeira experiência governista do PDT chegou ao fim. Discordando da política adotada por Lula, o partido rompeu com o governo, devolveu todos os cargos que ocupava no governo federal, e passou a ser oposição.
Em junho de 2004, vítima de um infarto, o fundador e líder do PDT Leonel Brizola morreu, levando a se crer no fim de sua legenda. Porém, o desempenho do partido nas eleições municipais do mesmo ano deu um novo fôlego ao partido. Mesmo com a morte de Brizola, o partido continuou na oposição. Após a crise do Mensalão, vários políticos migraram para o partido, entre eles o senador e ex-ministro da Educação de Lula, Cristovam Buarque.
Nas eleições de 2006, o PDT resolveu lançar candidato à Presidência da República, com a candidatura de Cristovam Buarque, que obteve apenas a quarta colocação, com 3% dos votos. No entanto, para os cargos legislativos, o partido melhorou seu desempenho, elegendo uma bancada de 24 deputados federais e 5 senadores, obtendo quase 6% dos votos nacionais, e voltando a ser o quinto maior partido brasileiro, atrás apenas de PMDB, PT, PSDB e PFL.
No segundo turno, o PDT apoiou novamente o candidato Lula, que venceu a eleição contra o candidato oposicionista, Geraldo Alckmin, do PSDB.
Com relação às eleições estaduais, o PDT elegeu 2 governadores, Waldez Góes no Amapá e Jackson Lago no Maranhão, pondo fim a 40 anos de predomínio da família Sarney no estado. Mesmo não sendo eleito, o senador Osmar Dias atingiu 49,90% dos votos no segundo turno das eleições para Governador do Paraná.
Devido ao apoio recebido pelo Partido no segundo turno das eleições, o PDT foi novamente chamado a fazer parte do governo. Ao partido, coube colaborar com sua ação através do Ministério do Trabalho, sendo, seu titular, o então presidente do partido, Carlos Lupi.
Nas eleições municipais de 2008, o PDT elegeu somente um prefeito de capital: Roberto Góes, em Macapá.
No cômputo geral, o PDT ficou com a sexta posição entre os partidos brasileiros em número de votos, com 5,96 milhões de votos, atrás de PMDB (18,42 milhões), PT (16,48 milhões), PSDB (14,45 milhões), DEM (9,29 milhões) e PP (6,09 milhões).
Esse grande número foi traduzido em um crescimento de aproximadamente 15% no número de prefeitos eleitos pelo PDT, que passou de 297 no primeiro turno de 2004 para 344 prefeitos eleitos no primeiro turno de 2008, ficando, porém, apenas na oitava posição, atrás de PMDB (1 194), PSDB (780), PT (548), PP (547), DEM (494), PTB (412) e PR (382) respectivamente.

### Década de 2010
O partido se posicionou oficialmente contra o processo de impeachment de Dilma Rousseff, mas, na votação da Câmara dos Deputados do Brasil, forneceu 6 votos favoráveis, 12 contrários e 1 abstenção. Foram favoráveis os deputados: Flávia Morais (GO), Giovani Cherini (RS), Hissa Abrahão (AM), Mário Heringer (MG), Sergio Vidigal (ES) e Subtenente Gonzaga (MG). Votaram contra os deputados: Vicente Arruda (CE), Weverton Rocha (MA), Wolney Queiroz (PE), Afonso Motta (RS), Ariosto Holanda (CE), Assis do Couto (PR), Dagoberto (MS), Damião Feliciano (PB), Félix Mendonça Jr. (BA), Leônidas Cristino (CE), Roberto Góes (AP) e Ronaldo Lessa (AL). Se absteve o deputado Pompeo de Mattos (RS).
No Senado Federal do Brasil, todos os três senadores do PDT votaram a favor do impeachment, contrariando a orientação partidária: Acir Gurgacz (RO), Lasier Martins (RS) e Telmário Mota (RR), o que acarretou a saída dos dois últimos para o PSD e PTB, respectivamente.
Elegeu 335 prefeitos nas eleições de 2016, 28 a mais que em 2012, se tornando o partido de centro-esquerda com maior número de prefeitos e ocupando o vácuo deixado pelo PT, que elegeu apenas 254. Elegeu 2 prefeitos de capitais: Edivaldo Holanda Júnior (São Luís) e Roberto Claudio (Fortaleza).
Após a cassação do mandato de Eduardo Cunha, o partido apoiou Marcelo Castro (PMDB-PI) para a Presidência da Câmara, obtendo 70 votos e ficando em terceiro lugar. O PDT fez oposição ao Governo Temer, mesmo tendo fornecido 6 votos favoráveis na Câmara e 3 no Senado à aprovação da PEC 55.[carece de fontes?]
De acordo com levantamento da Revista Congresso em Foco em julho de 2017 sobre os partidos com maior número de parlamentares envolvidos em corrupção, o PDT ocupa a nona posição no ranking, com 10 parlamentares acusados criminalmente, atrás do PP, PT, PMDB, PSDB, PR, PSD, DEM,  e PSB.
A campanha presidencial de Ciro Gomes foi oficializada em 20 de julho de 2018, em Brasília, tendo como vice na chapa, a senadora do Tocantins, Kátia Abreu (então filiada o PDT), oficializado em 6 de agosto de 2018, também em Brasília. A chapa formada teve o Avante na coligação. Com 13 344 371 votos, alcançou o terceiro lugar na eleição presidencial.
Dados do Tribunal Superior Eleitoral colocaram o PDT na lista dos partidos grandes (mais de 1,2 milhões de filiados), como o quinto maior partido do país. Dentre as novas lideranças do partido, destacam-se Pompeo de Mattos e Vieira da Cunha, do Rio Grande do Sul; Carlos Lupi e Martha Rocha do Rio de Janeiro; Gustavo Fruet, do Paraná; André Figueiredo, do Ceará, e a presença dos irmãos Ciro Gomes e Cid Gomes.[carece de fontes?]
Os recentes anos do PDT caracterizam-se pela busca de um novo posicionamento político e ideológico após o falecimento de Leonel Brizola, seu principal líder e fundador. Há uma divisão entre os que continuam a defender os princípios trabalhistas e socialistas norteadores da elaboração da Carta de Lisboa (dotados de um posicionamento mais à esquerda que o próprio PT) e os que reivindicam uma visão mais pragmática e conservadora da atividade política. Esses últimos em geral são políticos que já foram filiados a outros partidos.[carece de fontes?]

### Década de 2020

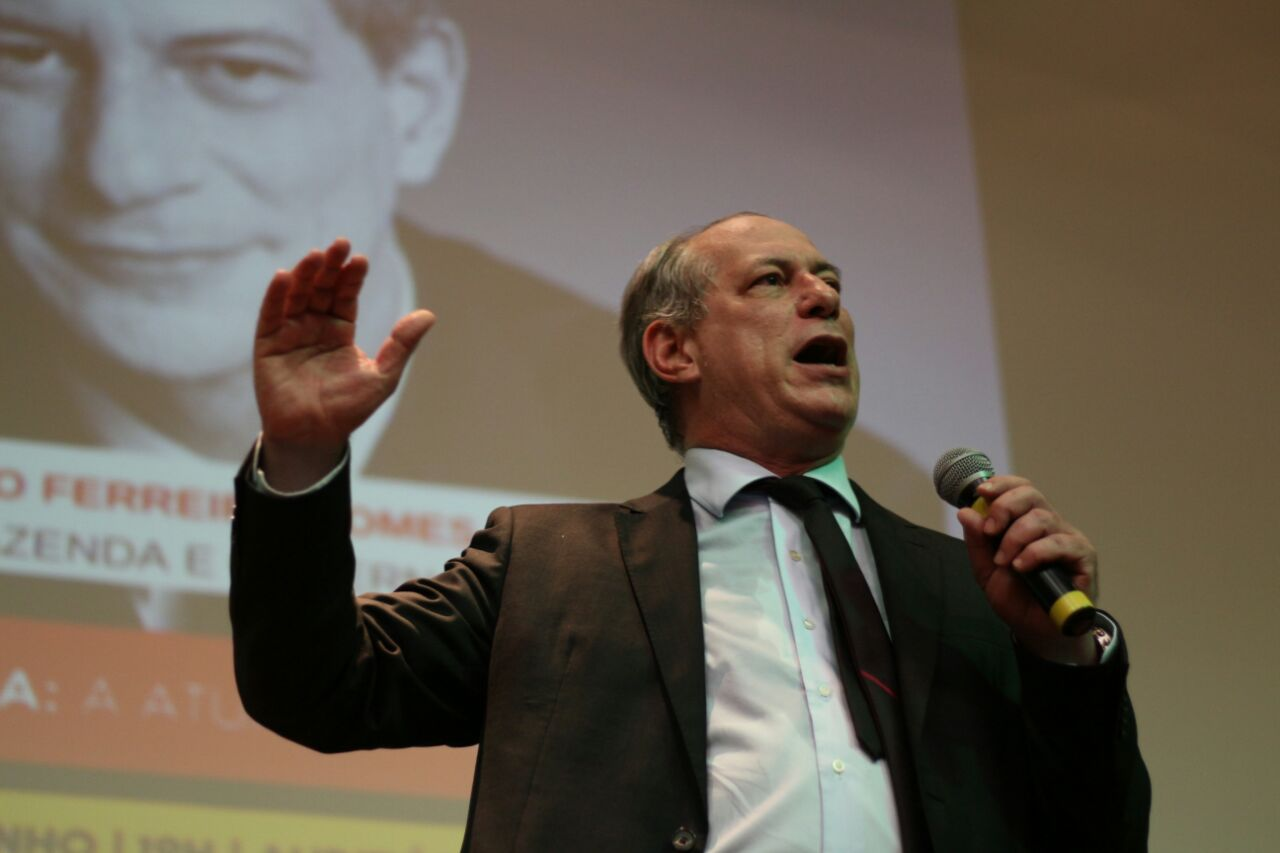
O atual vice-presidente do PDT, Ciro Gomes, em discurso na II Semana de Políticas Públicas da UFABC.

Nas eleições municipais de 2020, o partido elegeu 314 prefeitos, com destaque nas capitais Fortaleza e Aracaju, onde foram eleitos Sarto Nogueira e Edvaldo Nogueira, respectivamente, e 3441 vereadores, representando uma leve baixa no número de prefeituras em relação à eleição municipal anterior.
Durante o governo do presidente Jair Bolsonaro, o PDT tem se colocado como oposição, apesar de uma parte dos deputados federais do partido apresentarem alinhamento entre 74% e 90% com o governo nas votações da câmara (até março de 2021).
Em setembro de 2021, o presidente do partido Carlos Lupi afirmou em uma entrevista ao UOL que a nova candidatura de Ciro Gomes à Presidência da República, na eleição de 2022, "é irreversível".
Em julho de 2022, Ciro Gomes foi confirmado candidato à Presidência da República, se colocando como uma espécie de 3ª via, a vice prefeita de Salvador, Ana Paula Matos, foi confirmada candidata à vice-presidente começou nas pesquisas na terceira colocação pontuando entre 9 e 6%, acabou na quarta posição com 3.599.287 votos, equivalente à 3,04% dos votos válidos, seu melhor resultado proporcionalmente foi no Ceará onde ficou com 6,80% dos votos válidos, equivalente à 369.222 votos, já em números reais, seu melhor resultado foi em São Paulo, onde conseguiu 898.540 votos, que equivale à 3,50% dos votos válidos, o PDT elegeu 17 deputados, sendo 6 do Ceará. Lançou 10 candidatos ao Senado, não elegeu nenhum, seu melhor resultado proporcionalmente foi o de Acir Gurgacz de Rondônia, que ficou em 5° lugar, com 7,72%, lançou 10 candidatos à governador, não elegeu nenhum, seu melhor resultado proporcional foi o do senador Weverton Rocha do Maranhão que ficou em 3° lugar com 20,71%, o mal resultado para presidente foi decorrente da campanha do "voto útil" feita pela candidatura de Luiz Inácio Lula da Silva.

## Ideologia
O símbolo do partido reflete sua ideologia. Trata-se da "mão segurando a rosa", representando a social-democracia (a rosa é o socialismo e a mão, os valores humanistas e democráticos), símbolo da Internacional Socialista, da qual ao partido faz parte. Por outro lado, apesar do trabalhismo ser hegemônico, dentro do PDT existem também outras correntes de esquerda, em que dentre suas principais está a Ação Popular Revolucionária, de alinhamento comunista e marxista-leninista, que possui como patrono o líder socialista Luís Carlos Prestes e defende uma revolução do proletariado.

### Trabalhismo
O trabalhismo é um conceito que começa a ser estabelecido a partir da Revolução Industrial, quando começa a se organizar um movimento com vista à melhoria da condição de vida dos trabalhadores. Este movimento começa a crescer e a gerar diferentes ideologias na defesa desse ideal, tendo uma variação de abordagem em relação ao tema. Nesse aspecto, se encontram desde as ideologias mais brandas como a democracia-cristã, passando pelo próprio trabalhismo, social-democracia, socialismo e chegando até às mais radicais como o comunismo e o anarquismo. A ideologia trabalhista tem início na Inglaterra, com a criação de sindicatos de trabalhadores que visam a lutar pela melhoria da qualidade de suas vidas, assim como a busca da regulação da atividade trabalhadora, bem como a busca pelo estabelecimento de direitos e garantias aos trabalhadores, tendo, como exemplo, o fim do trabalho infantil, o direito ao descanso semanal remunerado, um limite na jornada de trabalho etc.
No Brasil, o movimento com vista à melhoria da condição de vida dos trabalhadores só começa a ganhar corpo no início do século XX, na parte final da República Velha, vindo a se fazer mais presente na vida nacional por volta das décadas de 1920 e 1930 (o Partido Comunista Brasileiro – PCB foi fundado em 1922).
A ideologia trabalhista em si ganha força através da ação política do Presidente Getúlio Vargas de estímulo à criação de sindicatos e o exercício de sua influência sobre eles e a classe trabalhadora, que acabará culminando com a fundação do Partido Trabalhista Brasileiro – PTB após o fim do Estado Novo e a redemocratização do país em 1945. Fora a presença de Vargas, o partido nasceria também com a articulação de seu ministro de Trabalho, Marcondes Filho, e com o movimento popular ligado a trabalhadores urbanos sindicalizados conhecido como Queremismo, cuja consigna era Queremos Getúlio, ou seja, propondo uma Assembleia Constituinte com Getúlio na Presidência da República.
O conceito do trabalhismo, tal como desenvolvido na Inglaterra, sofreu um certo "abrasileiramento", dando ensejo a uma ideologia tipicamente nacional, e tendo, como um de seus principais ideólogos, o sociólogo e político Alberto Pasqualini. Apoiador e integrante da Revolução de 1930, Pasqualini ressaltava a importância do legado de Vargas em quesitos de proteção social, mas era crítico e opositor ao regime do Estado Novo pelas práticas de cerceamento das liberdades, o que faz o trabalhismo brasileiro nascer como uma ideologia essencialmente democrática, tendo como base os princípios do humanismo e solidarismo cristão e influências da Doutrina Social da Igreja, da social-democracia, do positivismo e do keynesianismo.
Definia-se o trabalhismo como expressão equivalente a capitalismo solidarista. De acordo com essa expressão, a ideologia trabalhista reconhece o capitalismo como sistema econômico, não se opondo, portanto, à propriedade privada, mas defendendo uma intervenção do Estado na economia, de modo a corrigir os excessos do sistema capitalista, e atingir uma forma mais moderada e humana do capitalismo, dando ênfase nas políticas públicas com objetivo de melhorar a condição de vida dos trabalhadores, o que seria atingido baseado na "conciliação de classes" e um projeto nacional de desenvolvimento econômico e social. O trabalhismo sustenta, então, a prevalência do trabalho sobre o capital, buscando a sua convivência harmônica, bem como a superação das diferenças de classe, sem violência, através da melhor distribuição de riqueza e da promoção da justiça social.
O programa partidário do PTB erguia as bandeiras das reformas de base, que incluíam a urbana, a agrária, fiscal, a bancária, a política e a educacional, e tinha ênfase no crescimento econômico, desenvolvimento industrial, nacionalização de recursos naturais e estratégicos e o investimento na educação pública. As propostas das reformas de base inspiraram a Constituição brasileira de 1988 que adotou parte das suas propostas, como a função social da propriedade, o voto dos analfabetos e a medida provisória.
Tem-se, então, que o trabalhismo não necessariamente defende o fim do capitalismo (apesar de haver versões socialistas do trabalhismo), mas primariamente o abrandamento de suas consequências, como o faz a democracia-cristã. A diferença entre as duas ideologias é que o trabalhismo é uma ideologia que, dependendo da variante assumida pelo movimento trabalhista, pode ser totalmente laica, não pregando necessariamente a fidelidade aos ensinamentos cristãos.

#### O trabalhismo do PDT

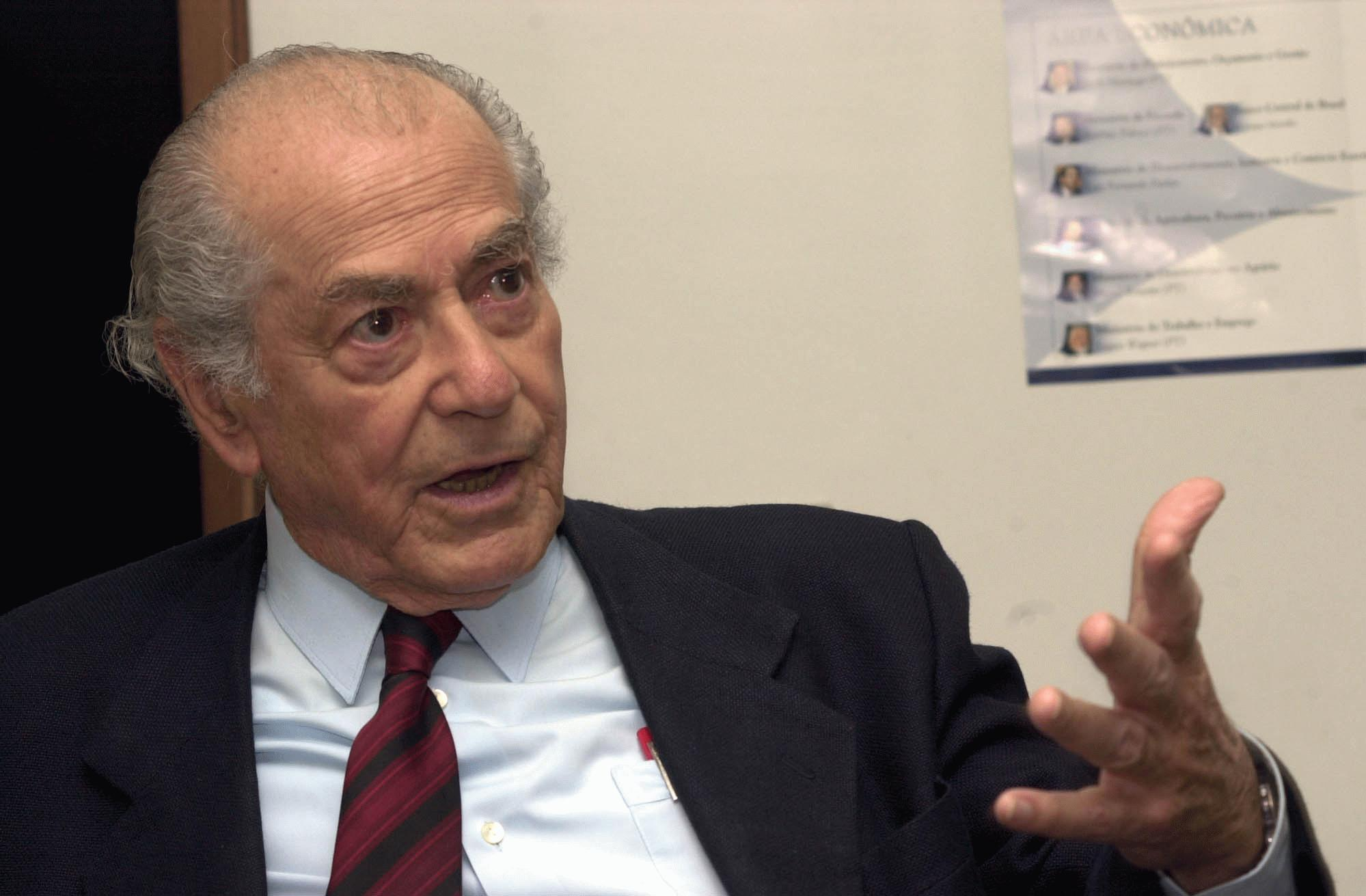
Leonel Brizola

Com a anistia política e o fim do bipartidarismo no final dos anos 1970, o então exilado político Leonel Brizola resolve reunir políticos e intelectuais progressistas para a refundação do trabalhismo na vida partidária nacional. É nesse sentido que um congresso é realizado na cidade de Lisboa, em Portugal, culminando ao final com a redação de um documento que ficou conhecido como Carta de Lisboa, e que é considerada como sendo o documento da fundação do PDT.
Nesse momento, o trabalhismo que viria a ser adotado pelo PDT sofre uma certa mutação. Tendo maior contato com os ideais socialistas e social-democratas do Estado do bem-estar social dos países europeus durante a segunda metade do século XX, políticos que viriam a formar a liderança do PDT resolvem patrocinar uma evolução no conceito trabalhista, considerando-o como sendo uma forma democrática de se chegar ao socialismo, o que não existia no trabalhismo defendido nas décadas anteriores. Seu manifesto destacaria, também, a inspiração na Declaração Universal dos Direitos Humanos das Nações Unidas e no conteúdo da carta-testamento de Getúlio Vargas.
Essa evolução pode ser confirmada pelos seguintes trechos da Carta de Lisboa:
Analisando a conjuntura brasileira, concluímos pela necessidade de assumirmos a responsabilidade que exige o momento histórico e de convocarmos as forças comprometidas com os interesses dos oprimidos, dos marginalizados, de todos os trabalhadores brasileiros, para que nos somemos na tarefa da construção de um Partido Popular, Nacional e Democrático, o nosso PTB. Tarefa que não se improvisa, que não se impõe por decisão de minorias, mas que nasce do encontro do povo organizado com a iniciativa dos líderes identificados com a causa popular.

Nós, Trabalhistas, assumimos a responsabilidade desta convocatória, porque acreditamos que só através de um amplo debate, com a participação de todos, poderemos encontrar nosso caminho para a construção no Brasil de uma sociedade socialista, fraterna e solidária, em Democracia e em Liberdade.
— 

Além disso, o primeiro artigo do Estatuto do PDT assim dispõe:

Art. 1 – O Partido Democrático Trabalhista – PDT – é uma organização política da Nação Brasileira para a defesa de seus interesses, de seu patrimônio, de sua identidade e de sua integridade, e tem, como objetivos principais, lutar, sob a inspiração do nacionalismo e do trabalhismo, pela soberania e pelo desenvolvimento do Brasil, pela dignificação do povo brasileiro e pelos direitos e conquistas do trabalho e do conhecimento, fontes originárias de todos os bens e riquezas, visando à construção de uma sociedade democrática e socialista.
— 

No entanto, o trabalhismo socialista não se posiciona contra o mercado, nem prega o acirramento da luta de classes, muito menos sua abolição em nome uma sociedade sem classes, buscando no entanto superar o capitalismo de forma processual, através de reformas democráticas, na busca por uma sociedade mais justa e equitativa, numa espécie de socialismo de mercado, sendo possível a existência de uma economia mista, onde os meios de produção estratégicos e os recursos naturais devem ser públicos, enquanto que, em outras áreas, a existência das práticas capitalistas e da propriedade privada são aceitas, sendo, no entanto, reguladas pelo Estado e condicionadas na planificação econômica, com intervenções voltadas para o bem-estar social e a promoção da democratização do regime de propriedade, coexistindo com a livre iniciativa e o apoio a pequena e média empresa nacional. Além disso, o trabalhismo socialista defende o cooperativismo e a autogestão como uma alternativa à gestão privada dos meios de produção.
Nesse sentido, o trabalhismo foi considerado por Leonel Brizola como o "socialismo moreno" (ou seja, o socialismo baseado e adaptado à realidade brasileira), e é por isso que o PDT é o único partido político brasileiro filiado à Internacional Socialista, tornando-se membro efetivo desde o Congresso realizado em Estocolmo, na Suécia, em 1989.
É o socialismo que nós buscamos. A socialização das estruturas econômicas, porque nosso desenvolvimento só começará a existir quando for feito pelas mãos do nosso povo. (...) Com formas de gestão sociais das empresas, como o cooperativismo, as estruturas capitalistas de exploração tendem a desaparecer. A sociedade igualitária é o nosso objetivo final, que está lá na frente.— Leonel Brizola em entrevista a'O Globo, no Encontro dos Trabalhistas do Brasil com os Trabalhistas no Exílio, em junho de 1979
No programa de lançamento, o PDT elegeu sete compromissos prioritários de atuação: assistência à infância e aos jovens; defesa dos interesses dos trabalhadores, das mulheres, das populações negras, das populações indígenas e da natureza brasileira, contra a poluição e a deterioração do meio ambiente e recuperação de concessões feitas a grupos estrangeiros consideradas pelo partido "lesivas ao patrimônio e à economia nacionais".
Na década de 2010, constituiu-se, também, um núcleo de base próprio para os movimentos civis LGBT. Dentro das orientações econômicas do partido no século XXI, o novo-desenvolvimentismo ganhou espaço para fundamentar as propostas econômicas dos quadros partidários.

## Organização

### Parlamentares atuais
| Senadores atuais (2) | Senadores atuais (2)     | Senadores atuais (2) |
| UF                   | Senador e Legislaturas   | Imagem               |
| -------------------- | ------------------------ | -------------------- |
| DF                   | Leila Barros 56ª e 57ª   | Leila Barros         |
| MA                   | Weverton Rocha 56ª e 57ª | Weverton Rovha       |

| Ministério                            | Ministro       | Imagem |
| ------------------------------------- | -------------- | ------ |
| Integração e Desenvolvimento Regional | Waldez Góes    |        |
| Previdência Social                    | Wolney Queiroz |        |

| Deputados federais atuais (17) | Deputados federais atuais (17) | Deputados federais atuais (17) | Deputados federais atuais (17) |
| UF                             | Deputado(a)                    | UF                             | Deputado(a)                    |
| ------------------------------ | ------------------------------ | ------------------------------ | ------------------------------ |
| AP                             | Josenildo Abrantes             | GO                             | Flávia Morais                  |
| AP                             | Dorinaldo Malafaia             | MA                             | Márcio Honaiser                |
| AP                             | Professora Goreth              | MG                             | Mário Heringer                 |
| BA                             | Félix Mendonça Júnior³         | MG                             | Duda Salabert                  |
| BA                             | Leo Prates                     | RJ                             | Max Lemos                      |
| CE                             | André Figueiredo               | RJ                             | Marcos Tavares                 |
| CE                             | Leônidas Cristino              | RS                             | Afonso Motta                   |
| CE                             | Robério Monteiro               | RS                             | Pompeo de Mattos               |
| CE                             | Idilvan Alencar                | CE                             | Mauro Benevides Filho          |
| CE                             | Eduardo Bismarck               |                                |                                |

### Movimentos
| Movimento                                                     | Data de Fundação        | Presidente              |
| ------------------------------------------------------------- | ----------------------- | ----------------------- |
| Ação da Mulher Trabalhista (AMT)[carece de fontes?]           | 3 de junho de 1981      | Juliana Brizola         |
| Juventude Socialista (JS)[carece de fontes?]                  | 15 de fevereiro de 1981 | Estephany Neves         |
| PDT Diversidade[carece de fontes?]                            | 22 de agosto de 2015    | Amanda Anderson         |
| Movimento Indígena do PDT (MOVI-PDT)[carece de fontes?]       |                         | Rafael Were             |
| Movimento Comunitário Trabalhista[carece de fontes?]          |                         | Jordaci Matos           |
| Movimento Cristãos Trabalhistas[carece de fontes?]            | 13 de maio de 2021      | Alexandre Gonçalves     |
| Movimento Cultural Darcy Ribeiro (MCDR)[carece de fontes?]    | 2017                    | Roberto Viana Júnior    |
| Movimento dos Aposentados (MAPI)[carece de fontes?]           | 2003                    | Maria José Latgé        |
| Movimento Negro[carece de fontes?]                            | 1981                    | Ivaldo Paixão           |
| Movimento Sindical[carece de fontes?]                         |                         | Milton Batista          |
| Movimento Pró-anistiados[carece de fontes?]                   | 12 de maio de 2017      |                         |
| Movimento Trabalhista Pela Educação (MTPE)[carece de fontes?] | 5 de outubro de 2017    | Alda Maria Bastos Souza |
| Movimento EcoTrabalhismo                                      |                         | Ivana Groff             |

## Desempenho eleitoral
| Legislatura      | Bancada  | %    | ±  |
| ---------------- | -------- | ---- | -- |
| 47ª (1983–1987)  | 23 / 479 | 4,80 | 23 |
| 48ª (1987–1991)  | 26 / 494 | 5,26 | 3  |
| 49ª (1991–1995)  | 48 / 503 | 9,54 | 22 |
| 50ª (1995–1999)  | 31 / 513 | 6,04 | 17 |
| 51.ª (1999–2003) | 25 / 513 | 4,87 | 6  |
| 52ª (2003–2007)  | 21 / 513 | 4,09 | 4  |
| 53ª (2007–2011)  | 24 / 513 | 4,67 | 3  |
| 54ª (2011–2015)  | 27 / 513 | 5,26 | 3  |
| 55ª (2015–2019)  | 20 / 513 | 3,89 | 7  |
| 56ª (2019–2023)  | 28 / 513 | 5,45 | 8  |
| 57ª (2023–2027)  | 17 / 513 | 3,49 | 11 |

Os números das bancadas representam o início de cada legislatura, desconsiderando, por exemplo, parlamentares que tenham mudado de partido posteriormente

### Eleições estaduais
| Participação e desempenho do PDT nas eleições estaduais de 2022 |                                         |                                         | |                                    |                                     |
| Candidatos majoritários eleitos. Em negrito estão os candidatos filiados ao PDT durante a eleição. Os cargos obtidos na Câmara Federal e nas Assembleias Legislativas são referentes às coligações proporcionais que o PDT compôs. Tais coligações não são necessariamente iguais às coligações majoritárias e geralmente são menores. Não estão listados os futuros suplentes empossados. \| UF \| Candidatos(as) a Governador(a) e a Vice \| Candidatos(as) a Senadores(as) \| Coligação majoritária (governo e senado) \| Deputados(as) federais eleitos(as) \| Deputados(as) estaduais eleitos(as) \| \| -- \| --------------------------------------- \| --------------------------------------- \| ---------------------------------------------------------------------------------------------------------------------------- \| ---------------------------------- \| ----------------------------------- \| \| AC \| Gladson Cameli (PP) \| Ney Amorim (PODE) \| PDT / PP / PODE / Fed. PSDB Cidadania / Solidariedade / Patriota / DC / PMN / PMB \| \| \| \| AC \| Mailza Gomes (PP) \| Ney Amorim (PODE) \| PDT / PP / PODE / Fed. PSDB Cidadania / Solidariedade / Patriota / DC / PMN / PMB \| \| \| \| AL \| Paulo Dantas (MDB) \| Renan Filho (MDB) \| PDT / MDB / FE Brasil (PT/PCdoB/PV) / PSC / Solidariedade \| \| \| \| AL \| Ronaldo Lessa (PDT) \| Renan Filho (MDB) \| PDT / MDB / FE Brasil (PT/PCdoB/PV) / PSC / Solidariedade \| \| \| \| AM \| Carol Braz (PDT) \| Luiz Castro (PDT) \| PDT \| \| \| \| AM \| Engenheiro Machadão (PDT) \| Luiz Castro (PDT) \| PDT \| \| \| \| AP \| Clécio Luís (Solidariedade) \| Davi Alcolumbre (UNIÃO) \| PDT / Solidariedade / UNIÃO / Fed. PSDB Cidadania / PL / PP / Republicanos \| \| \| \| AP \| Teles Jr (PDT) \| Davi Alcolumbre (UNIÃO) \| PDT / Solidariedade / UNIÃO / Fed. PSDB Cidadania / PL / PP / Republicanos \| \| \| \| BA \| ACM Neto (UNIÃO) \| Cacá Leão (PP) \| PDT / UNIÃO / Republicanos / PP / Fed. PSDB Cidadania / PSC / PTB / PODE / Solidariedade / PRTB / DC / PMN \| \| \| \| BA \| Ana Coelho (Republicanos) \| Cacá Leão (PP) \| PDT / UNIÃO / Republicanos / PP / Fed. PSDB Cidadania / PSC / PTB / PODE / Solidariedade / PRTB / DC / PMN \| \| \| \| CE \| Roberto Cláudio (PDT) \| Érika Amorim (PSD) \| PDT / PSD / PSB / PSC / Patriota / Agir / DC / PMN / PMB \| \| \| \| CE \| Domingos Filho (PSD) \| Érika Amorim (PSD) \| PDT / PSD / PSB / PSC / Patriota / Agir / DC / PMN / PMB \| \| \| \| DF \| Leila do Vôlei (PDT) \| Joe Valle (PDT) \| PDT \| \| \| \| DF \| Guilherme Campelo (PDT) \| Joe Valle (PDT) \| PDT \| \| \| \| ES \| Renato Casagrande (PSB) \| Rose de Freitas (MDB) \| PDT / PSB / Fed. PSDB Cidadania / MDB / FE Brasil (PT/PCdoB/PV) / PP / PODE / PROS \| \| \| \| ES \| Ricardo Ferraço (PSDB) \| Rose de Freitas (MDB) \| PDT / PSB / Fed. PSDB Cidadania / MDB / FE Brasil (PT/PCdoB/PV) / PP / PODE / PROS \| \| \| \| GO \| Ronaldo Caiado (UNIÃO) \| Delegado Waldir (UNIÃO) \| PDT / UNIÃO / MDB / PP / PSD / PSC / Solidariedade / Avante / PODE / PROS / PRTB \| \| \| \| GO \| Daniel Vilela (MDB) \| Alexandre Baldy (PP) \| PDT / UNIÃO / MDB / PP / PSD / PSC / Solidariedade / Avante / PODE / PROS / PRTB \| \| \| \| GO \| Daniel Vilela (MDB) \| Vilmar Rocha (PSD) \| PDT / UNIÃO / MDB / PP / PSD / PSC / Solidariedade / Avante / PODE / PROS / PRTB \| \| \| \| MA \| Weverton Rocha (PDT) \| Roberto Rocha (PTB) \| PDT / PL / PTB / Republicanos / Agir / PROS \| \| \| \| MA \| Hélio Soares (PL) \| Roberto Rocha (PTB) \| PDT / PL / PTB / Republicanos / Agir / PROS \| \| \| \| MG \| Marcus Pestana (PSDB) \| Bruno Miranda (PDT) \| PDT / Fed. PSDB Cidadania \| \| \| \| MG \| Paulo Brant (PSDB) \| Bruno Miranda (PDT) \| PDT / Fed. PSDB Cidadania \| \| \| \| MS \| Eduardo Riedel (PSDB) \| Tereza Cristina (PP) \| PDT / Fed. PSDB Cidadania / PP / PL / Republicanos / PSB \| \| \| \| MS \| Barbosinha (PP) \| Tereza Cristina (PP) \| PDT / Fed. PSDB Cidadania / PP / PL / Republicanos / PSB \| \| \| \| MT \| ninguém \| ninguém \| nenhuma \| \| \| \| PA \| Helder Barbalho (MDB) \| Beto Faro (PT) \| PDT / MDB / FE Brasil (PT/PCdob/PV) / PP / Fed. PSDB Cidadania / PODE / UNIÃO / PSB / Republicanos / Avante / PSD / PTB / DC \| \| \| \| PA \| Hana Ghassan (MDB) \| Flexa Ribeiro (PP) \| PDT / MDB / FE Brasil (PT/PCdob/PV) / PP / Fed. PSDB Cidadania / PODE / UNIÃO / PSB / Republicanos / Avante / PSD / PTB / DC \| \| \| \| PA \| Hana Ghassan (MDB) \| Jardel Guimarães (PODE) \| PDT / MDB / FE Brasil (PT/PCdob/PV) / PP / Fed. PSDB Cidadania / PODE / UNIÃO / PSB / Republicanos / Avante / PSD / PTB / DC \| \| \| \| PA \| Hana Ghassan (MDB) \| Manoel Pioneiro (PSDB) \| PDT / MDB / FE Brasil (PT/PCdob/PV) / PP / Fed. PSDB Cidadania / PODE / UNIÃO / PSB / Republicanos / Avante / PSD / PTB / DC \| \| \| \| PB \| Pedro Cunha Lima (PSDB) \| André Ribeiro (PDT) candidatura isolada \| PDT / Fed. PSDB Cidadania / UNIÃO / PSC / PTB / PROS / PMB \| \| \| \| PB \| Domiciano Cabral (Cidadania) \| André Ribeiro (PDT) candidatura isolada \| PDT / Fed. PSDB Cidadania / UNIÃO / PSC / PTB / PROS / PMB \| \| \| \| PE \| Danilo Cabral (PSB) \| Teresa Leitão (PT) \| PDT / PSB / FE Brasil (PT/PCdoB/PV) / Republicanos / MDB / PP \| \| \| \| PE \| Luciana Santos (PCdoB) \| Teresa Leitão (PT) \| PDT / PSB / FE Brasil (PT/PCdoB/PV) / Republicanos / MDB / PP \| \| \| \| PI \| Silvio Mendes (UNIÃO) \| Joel Rodrigues (PP) \| PDT / UNIÃO / PP / Fed. PSDB Cidadania / Avante / PTB \| \| \| \| PI \| Iracema Portela (PP) \| Joel Rodrigues (PP) \| PDT / UNIÃO / PP / Fed. PSDB Cidadania / Avante / PTB \| \| \| \| PR \| Ricardo Gomyde (PDT) \| Desiree Salgado (PDT) \| PDT \| \| \| \| PR \| Eliza Ferreira (PDT) \| Desiree Salgado (PDT) \| PDT \| \| \| \| RJ \| Rodrigo Neves (PDT) \| Cabo Daciolo (PDT) \| PDT / PSD / Patriota / Agir \| \| \| \| RJ \| Felipe Santa Cruz (PSD) \| Cabo Daciolo (PDT) \| PDT / PSD / Patriota / Agir \| \| \| \| RN \| Fátima Bezerra (PT) \| Carlos Eduardo Alves (PDT) \| PDT / FE Brasil (PT/PCdoB/PV) / MDB / Republicanos / PROS \| \| \| \| RN \| Walter Alves (MDB) \| Carlos Eduardo Alves (PDT) \| PDT / FE Brasil (PT/PCdoB/PV) / MDB / Republicanos / PROS \| \| \| \| RO \| Daniel Pereira (Solidariedade) \| Acir Gurgacz (PDT) indeferido \| PDT / Solidariedade / FE Brasil (PT/PCdoB/PV) / PSB \| \| \| \| RO \| Anselmo de Jesus (PT) \| Acir Gurgacz (PDT) indeferido \| PDT / Solidariedade / FE Brasil (PT/PCdoB/PV) / PSB \| \| \| \| RR \| Juraci Escurinho (PDT) \| Maranhão do Povão (PDT) \| PDT \| \| \| \| RR \| Psicóloga Lia Michelli (PDT) \| Maranhão do Povão (PDT) \| PDT \| \| \| \| RS \| Vieira da Cunha (PDT) \| Professor Nado (Avante) \| PDT / Avante \| \| \| \| RS \| Regina Santos (PDT) \| Professor Nado (Avante) \| PDT / Avante \| \| \| \| SC \| Jorge Boeira (PDT) \| Hilda Deola (PDT) \| PDT \| \| \| \| SC \| Adilson Buzzi (PDT) \| Hilda Deola (PDT) \| PDT \| \| \| \| SE \| Fábio Mitidieri (PSD) \| Laércio Oliveira (PP) \| PDT / PSD / PP / UNIÃO / Republicanos / PSC / Avante \| \| \| \| SE \| Zezinho Sobral (PDT) \| Laércio Oliveira (PP) \| PDT / PSD / PP / UNIÃO / Republicanos / PSC / Avante \| \| \| \| SP \| Elvis Cezar (PDT) \| Aldo Rebelo (PDT) \| PDT \| \| \| \| SP \| Gleides Sodré (PDT) \| Aldo Rebelo (PDT) \| PDT \| \| \| \| TO \| Wanderlei Barbosa (Republicanos) \| Dorinha Rezende (UNIÃO) \| PDT / Republicanos / UNIÃO / Fed. PSDB Cidadania / PSC / PTB / Solidariedade \| \| \| \| TO \| Laurez Moreira (PDT) \| Dorinha Rezende (UNIÃO) \| PDT / Republicanos / UNIÃO / Fed. PSDB Cidadania / PSC / PTB / Solidariedade \| \| \| |                                         |                                         | |                                    |                                     |
| UF | Candidatos(as) a Governador(a) e a Vice | Candidatos(as) a Senadores(as)          | Coligação majoritária (governo e senado)                                                                                     | Deputados(as) federais eleitos(as) | Deputados(as) estaduais eleitos(as) |
| AC | Gladson Cameli (PP)                     | Ney Amorim (PODE)                       | PDT / PP / PODE / Fed. PSDB Cidadania / Solidariedade / Patriota / DC / PMN / PMB                                            |                                    |                                     |
| AC | Mailza Gomes (PP)                       | Ney Amorim (PODE)                       | PDT / PP / PODE / Fed. PSDB Cidadania / Solidariedade / Patriota / DC / PMN / PMB                                            |                                    |                                     |
| AL | Paulo Dantas (MDB)                      | Renan Filho (MDB)                       | PDT / MDB / FE Brasil (PT/PCdoB/PV) / PSC / Solidariedade                                                                    |                                    |                                     |
| AL | Ronaldo Lessa (PDT)                     | Renan Filho (MDB)                       | PDT / MDB / FE Brasil (PT/PCdoB/PV) / PSC / Solidariedade                                                                    |                                    |                                     |
| AM | Carol Braz (PDT)                        | Luiz Castro (PDT)                       | PDT |                                    |                                     |
| AM | Engenheiro Machadão (PDT)               | Luiz Castro (PDT)                       | PDT |                                    |                                     |
| AP | Clécio Luís (Solidariedade)             | Davi Alcolumbre (UNIÃO)                 | PDT / Solidariedade / UNIÃO / Fed. PSDB Cidadania / PL / PP / Republicanos                                                   |                                    |                                     |
| AP | Teles Jr (PDT)                          | Davi Alcolumbre (UNIÃO)                 | PDT / Solidariedade / UNIÃO / Fed. PSDB Cidadania / PL / PP / Republicanos                                                   |                                    |                                     |
| BA | ACM Neto (UNIÃO)                        | Cacá Leão (PP)                          | PDT / UNIÃO / Republicanos / PP / Fed. PSDB Cidadania / PSC / PTB / PODE / Solidariedade / PRTB / DC / PMN                   |                                    |                                     |
| BA | Ana Coelho (Republicanos)               | Cacá Leão (PP)                          | PDT / UNIÃO / Republicanos / PP / Fed. PSDB Cidadania / PSC / PTB / PODE / Solidariedade / PRTB / DC / PMN                   |                                    |                                     |
| CE | Roberto Cláudio (PDT)                   | Érika Amorim (PSD)                      | PDT / PSD / PSB / PSC / Patriota / Agir / DC / PMN / PMB                                                                     |                                    |                                     |
| CE | Domingos Filho (PSD)                    | Érika Amorim (PSD)                      | PDT / PSD / PSB / PSC / Patriota / Agir / DC / PMN / PMB                                                                     |                                    |                                     |
| DF | Leila do Vôlei (PDT)                    | Joe Valle (PDT)                         | PDT |                                    |                                     |
| DF | Guilherme Campelo (PDT)                 | Joe Valle (PDT)                         | PDT |                                    |                                     |
| ES | Renato Casagrande (PSB)                 | Rose de Freitas (MDB)                   | PDT / PSB / Fed. PSDB Cidadania / MDB / FE Brasil (PT/PCdoB/PV) / PP / PODE / PROS                                           |                                    |                                     |
| ES | Ricardo Ferraço (PSDB)                  | Rose de Freitas (MDB)                   | PDT / PSB / Fed. PSDB Cidadania / MDB / FE Brasil (PT/PCdoB/PV) / PP / PODE / PROS                                           |                                    |                                     |
| GO | Ronaldo Caiado (UNIÃO)                  | Delegado Waldir (UNIÃO)                 | PDT / UNIÃO / MDB / PP / PSD / PSC / Solidariedade / Avante / PODE / PROS / PRTB                                             |                                    |                                     |
| GO | Daniel Vilela (MDB)                     | Alexandre Baldy (PP)                    | PDT / UNIÃO / MDB / PP / PSD / PSC / Solidariedade / Avante / PODE / PROS / PRTB                                             |                                    |                                     |
| GO | Daniel Vilela (MDB)                     | Vilmar Rocha (PSD)                      | PDT / UNIÃO / MDB / PP / PSD / PSC / Solidariedade / Avante / PODE / PROS / PRTB                                             |                                    |                                     |
| MA | Weverton Rocha (PDT)                    | Roberto Rocha (PTB)                     | PDT / PL / PTB / Republicanos / Agir / PROS                                                                                  |                                    |                                     |
| MA | Hélio Soares (PL)                       | Roberto Rocha (PTB)                     | PDT / PL / PTB / Republicanos / Agir / PROS                                                                                  |                                    |                                     |
| MG | Marcus Pestana (PSDB)                   | Bruno Miranda (PDT)                     | PDT / Fed. PSDB Cidadania |                                    |                                     |
| MG | Paulo Brant (PSDB)                      | Bruno Miranda (PDT)                     | PDT / Fed. PSDB Cidadania |                                    |                                     |
| MS | Eduardo Riedel (PSDB)                   | Tereza Cristina (PP)                    | PDT / Fed. PSDB Cidadania / PP / PL / Republicanos / PSB                                                                     |                                    |                                     |
| MS | Barbosinha (PP)                         | Tereza Cristina (PP)                    | PDT / Fed. PSDB Cidadania / PP / PL / Republicanos / PSB                                                                     |                                    |                                     |
| MT | ninguém                                 | ninguém                                 | nenhuma |                                    |                                     |
| PA | Helder Barbalho (MDB)                   | Beto Faro (PT)                          | PDT / MDB / FE Brasil (PT/PCdob/PV) / PP / Fed. PSDB Cidadania / PODE / UNIÃO / PSB / Republicanos / Avante / PSD / PTB / DC |                                    |                                     |
| PA | Hana Ghassan (MDB)                      | Flexa Ribeiro (PP)                      | PDT / MDB / FE Brasil (PT/PCdob/PV) / PP / Fed. PSDB Cidadania / PODE / UNIÃO / PSB / Republicanos / Avante / PSD / PTB / DC |                                    |                                     |
| PA | Hana Ghassan (MDB)                      | Jardel Guimarães (PODE)                 | PDT / MDB / FE Brasil (PT/PCdob/PV) / PP / Fed. PSDB Cidadania / PODE / UNIÃO / PSB / Republicanos / Avante / PSD / PTB / DC |                                    |                                     |
| PA | Hana Ghassan (MDB)                      | Manoel Pioneiro (PSDB)                  | PDT / MDB / FE Brasil (PT/PCdob/PV) / PP / Fed. PSDB Cidadania / PODE / UNIÃO / PSB / Republicanos / Avante / PSD / PTB / DC |                                    |                                     |
| PB | Pedro Cunha Lima (PSDB)                 | André Ribeiro (PDT) candidatura isolada | PDT / Fed. PSDB Cidadania / UNIÃO / PSC / PTB / PROS / PMB                                                                   |                                    |                                     |
| PB | Domiciano Cabral (Cidadania)            | André Ribeiro (PDT) candidatura isolada | PDT / Fed. PSDB Cidadania / UNIÃO / PSC / PTB / PROS / PMB                                                                   |                                    |                                     |
| PE | Danilo Cabral (PSB)                     | Teresa Leitão (PT)                      | PDT / PSB / FE Brasil (PT/PCdoB/PV) / Republicanos / MDB / PP                                                                |                                    |                                     |
| PE | Luciana Santos (PCdoB)                  | Teresa Leitão (PT)                      | PDT / PSB / FE Brasil (PT/PCdoB/PV) / Republicanos / MDB / PP                                                                |                                    |                                     |
| PI | Silvio Mendes (UNIÃO)                   | Joel Rodrigues (PP)                     | PDT / UNIÃO / PP / Fed. PSDB Cidadania / Avante / PTB                                                                        |                                    |                                     |
| PI | Iracema Portela (PP)                    | Joel Rodrigues (PP)                     | PDT / UNIÃO / PP / Fed. PSDB Cidadania / Avante / PTB                                                                        |                                    |                                     |
| PR | Ricardo Gomyde (PDT)                    | Desiree Salgado (PDT)                   | PDT |                                    |                                     |
| PR | Eliza Ferreira (PDT)                    | Desiree Salgado (PDT)                   | PDT |                                    |                                     |
| RJ | Rodrigo Neves (PDT)                     | Cabo Daciolo (PDT)                      | PDT / PSD / Patriota / Agir                                                                                                  |                                    |                                     |
| RJ | Felipe Santa Cruz (PSD)                 | Cabo Daciolo (PDT)                      | PDT / PSD / Patriota / Agir                                                                                                  |                                    |                                     |
| RN | Fátima Bezerra (PT)                     | Carlos Eduardo Alves (PDT)              | PDT / FE Brasil (PT/PCdoB/PV) / MDB / Republicanos / PROS                                                                    |                                    |                                     |
| RN | Walter Alves (MDB)                      | Carlos Eduardo Alves (PDT)              | PDT / FE Brasil (PT/PCdoB/PV) / MDB / Republicanos / PROS                                                                    |                                    |                                     |
| RO | Daniel Pereira (Solidariedade)          | Acir Gurgacz (PDT) indeferido           | PDT / Solidariedade / FE Brasil (PT/PCdoB/PV) / PSB                                                                          |                                    |                                     |
| RO | Anselmo de Jesus (PT)                   | Acir Gurgacz (PDT) indeferido           | PDT / Solidariedade / FE Brasil (PT/PCdoB/PV) / PSB                                                                          |                                    |                                     |
| RR | Juraci Escurinho (PDT)                  | Maranhão do Povão (PDT)                 | PDT |                                    |                                     |
| RR | Psicóloga Lia Michelli (PDT)            | Maranhão do Povão (PDT)                 | PDT |                                    |                                     |
| RS | Vieira da Cunha (PDT)                   | Professor Nado (Avante)                 | PDT / Avante |                                    |                                     |
| RS | Regina Santos (PDT)                     | Professor Nado (Avante)                 | PDT / Avante |                                    |                                     |
| SC | Jorge Boeira (PDT)                      | Hilda Deola (PDT)                       | PDT |                                    |                                     |
| SC | Adilson Buzzi (PDT)                     | Hilda Deola (PDT)                       | PDT |                                    |                                     |
| SE | Fábio Mitidieri (PSD)                   | Laércio Oliveira (PP)                   | PDT / PSD / PP / UNIÃO / Republicanos / PSC / Avante                                                                         |                                    |                                     |
| SE | Zezinho Sobral (PDT)                    | Laércio Oliveira (PP)                   | PDT / PSD / PP / UNIÃO / Republicanos / PSC / Avante                                                                         |                                    |                                     |
| SP | Elvis Cezar (PDT)                       | Aldo Rebelo (PDT)                       | PDT |                                    |                                     |
| SP | Gleides Sodré (PDT)                     | Aldo Rebelo (PDT)                       | PDT |                                    |                                     |
| TO | Wanderlei Barbosa (Republicanos)        | Dorinha Rezende (UNIÃO)                 | PDT / Republicanos / UNIÃO / Fed. PSDB Cidadania / PSC / PTB / Solidariedade                                                 |                                    |                                     |
| TO | Laurez Moreira (PDT)                    | Dorinha Rezende (UNIÃO)                 | PDT / Republicanos / UNIÃO / Fed. PSDB Cidadania / PSC / PTB / Solidariedade                                                 |                                    |                                     |

| Participação e desempenho do PDT nas eleições estaduais de 2018 |                                         |                                | | | |
| Candidatos majoritários eleitos (10 governadores e 15 senadores). Em negrito estão os candidatos filiados ao PDT durante a eleição. Os cargos obtidos na Câmara Federal e nas Assembleias Legislativas são referentes às coligações proporcionais que o PDT compôs. Tais coligações não são necessariamente iguais às coligações majoritárias e geralmente são menores. Não estão listados os futuros suplentes empossados. \| UF \| Candidatos(as) a Governador(a) e a Vice \| Candidatos(as) a Senadores(as) \| Coligação majoritária (governo e senado) \| Deputados(as) federais eleitos(as) — 89 \| Deputados(as) estaduais eleitos(as) — 199 \| \| -- \| --------------------------------------- \| ------------------------------ \| ------------------------------------------------------------------------------------------------------------ \| ------------------------------------------------------------------------------------------------------------------------------------------------------------------ \| ---------------------------------------------------------------------------------------------------------------------------------------------------------------------------------------------------------------------------------------------------------------------------------------------------------------------------------- \| \| AC \| Marcus Alexandre (PT) \| Jorge Viana (PT) \| PDT / PT / PV / PRB / PODE / PROS / PCdoB / PSB / PHS / PRTB / DC / PPL / PMB / PSOL \| Jesus Sérgio (PDT) \| José Luís Tchê (PDT) \| \| AC \| Emylson Farias (PDT) \| Ney Amorim (PT) \| PDT / PT / PV / PRB / PODE / PROS / PCdoB / PSB / PHS / PRTB / DC / PPL / PMB / PSOL \| Jesus Sérgio (PDT) \| José Luís Tchê (PDT) \| \| AL \| Renan Filho (MDB) \| Renan Calheiros (MDB) \| PDT / MDB / PR / PT / PCdoB / PODE / PTB / PHS / PV / DC / PSD / PRP / PMB / PPS / PRTB / PMN / Avante \| 1 PSD, 1 PR, 1 PTB, 1 MDB, 1 PT \| Inácio Loiola (PDT) + 1 PMN \| \| AL \| Luciano Barbosa (MDB) \| Maurício Quintella Lessa (PR) \| PDT / MDB / PR / PT / PCdoB / PODE / PTB / PHS / PV / DC / PSD / PRP / PMB / PPS / PRTB / PMN / Avante \| 1 PSD, 1 PR, 1 PTB, 1 MDB, 1 PT \| Inácio Loiola (PDT) + 1 PMN \| \| AM \| Amazonino Mendes (PDT) \| Hissa Abrahão (PDT) \| PDT / PTB / PP / PR / Avante / PV / SD / PPS / PHS / PSL / PPL / PRP \| 1 PSL, 1 PP, 1 PR, 1 SD \| Adjuto Afonso (PDT) + 1 PRP \| \| AM \| Rebeca Garcia (PP) \| Alfredo Nascimento (PR) \| PDT / PTB / PP / PR / Avante / PV / SD / PPS / PHS / PSL / PPL / PRP \| 1 PSL, 1 PP, 1 PR, 1 SD \| Adjuto Afonso (PDT) + 1 PRP \| \| AP \| Waldez Góes (PDT) \| Lucas Barreto (PTB) \| PDT / PTB / PROS, / MDB / DC / PRB / PCdoB / PRP / PTC / PMB \| 1 PROS, 1 PCdoB \| Marília Goés (PDT) + 1 PRB, 1 DC, 1 MDB \| \| AP \| Jaime Nunes (PROS) \| Lucas Barreto (PTB) \| PDT / PTB / PROS, / MDB / DC / PRB / PCdoB / PRP / PTC / PMB \| 1 PROS, 1 PCdoB \| Marília Goés (PDT) + 1 PRB, 1 DC, 1 MDB \| \| BA \| Rui Costa (PT) \| Jacques Wagner (PT) \| PDT / PT / PP / PODE / PSD / PSB / PCdoB / PR / PRP / PMB / PMN / PROS / PTC / Avante \| Alex Marco Santana (PDT), Félix Mendonça Júnior (PDT) \| Euclides Fernandes (PDT), Roberto Carlos (PDT), Samuel Junior (PDT) + 10 PT, 9 PSD, 7 PP, 4 PSB, 1 PODE, 1 PR, 1 PRP, 1 Avante \| \| BA \| João Leão (PP) \| Angelo Coronel (PSD) \| PDT / PT / PP / PODE / PSD / PSB / PCdoB / PR / PRP / PMB / PMN / PROS / PTC / Avante \| Alex Marco Santana (PDT), Félix Mendonça Júnior (PDT) \| Euclides Fernandes (PDT), Roberto Carlos (PDT), Samuel Junior (PDT) + 10 PT, 9 PSD, 7 PP, 4 PSB, 1 PODE, 1 PR, 1 PRP, 1 Avante \| \| CE \| Camilo Santana (PT) \| Cid Gomes (PDT) \| PDT / PT / PTB / PP / PSB / PR / DEM / PCdoB / PPS / PRP / PV / PMN / PPL / PRTB / PMB / Patriota \| André Figueiredo (PDT), Eduardo Bismarck (PDT), Idilvan Alencar (PDT), Leônidas Cristino (PDT), Mauro Benevides Filho (PDT), Robério Monteiro (PDT) + 1 PSB, 1 PTB \| Antônio Granja (PDT), Evandro Leitão (PDT), Guilherme Landim (PDT), Jeová Mota (PDT), João Salmito Filho (PDT), José Sarto (PDT), Marcos Sobreira (PDT), Nezinho Farias (PDT), Osmar Baquit (PDT), Queiroz Filho (PDT), Romeu Aldigueri (PDT), Sérgio Aguiar (PDT), Tin Gomes (PDT), Zezinho Albuquerque (PDT) + 3 PP, 1 PR, 1 DEM \| \| CE \| Izolda Cela (PDT) \| Cid Gomes (PDT) \| PDT / PT / PTB / PP / PSB / PR / DEM / PCdoB / PPS / PRP / PV / PMN / PPL / PRTB / PMB / Patriota \| André Figueiredo (PDT), Eduardo Bismarck (PDT), Idilvan Alencar (PDT), Leônidas Cristino (PDT), Mauro Benevides Filho (PDT), Robério Monteiro (PDT) + 1 PSB, 1 PTB \| Antônio Granja (PDT), Evandro Leitão (PDT), Guilherme Landim (PDT), Jeová Mota (PDT), João Salmito Filho (PDT), José Sarto (PDT), Marcos Sobreira (PDT), Nezinho Farias (PDT), Osmar Baquit (PDT), Queiroz Filho (PDT), Romeu Aldigueri (PDT), Sérgio Aguiar (PDT), Tin Gomes (PDT), Zezinho Albuquerque (PDT) + 3 PP, 1 PR, 1 DEM \| \| DF \| Rodrigo Rollemberg (PSB) \| Leila do Vôlei (PSB) \| PDT / PSB / PCdoB / PV / REDE \| 1 PV \| Cláudio Abrantes (PDT), Reginaldo Veras (PDT) \| \| DF \| Eduardo Brandão (PV) \| Chico Leite (REDE) \| PDT / PSB / PCdoB / PV / REDE \| 1 PV \| Cláudio Abrantes (PDT), Reginaldo Veras (PDT) \| \| ES \| Renato Casagrande (PSB) \| Marcos do Val (PPS) \| PDT / PSB / PSDB / DEM / PPS / PCdoB / PV / DC / SD / PP / PTC / PSC / PPL / PRP / PSD / PHS / PROS / Avante \| Sérgio Vidigal (PDT) + 1 DEM \| Marcelo Santos (PDT) + 1 DEM, 1 PSD \| \| ES \| Jacqueline Moraes (PSB) \| Ricardo Ferraço (PSDB) \| PDT / PSB / PSDB / DEM / PPS / PCdoB / PV / DC / SD / PP / PTC / PSC / PPL / PRP / PSD / PHS / PROS / Avante \| Sérgio Vidigal (PDT) + 1 DEM \| Marcelo Santos (PDT) + 1 DEM, 1 PSD \| \| GO \| Ronaldo Caiado (DEM) \| Jorge Kajuru (PRP) \| PDT / DEM / PRP / PROS / PMB / PR / PSC / DC / PSL / PMN / PTC / PRTB / PODE \| Flávia Moraes (PDT) + 2 DEM, 1 PODE, 1 PSC, 1 PRP \| Karlos Cabral (PDT) \| \| GO \| Lincoln Tejota (PROS) \| Wilder Morais (DEM) \| PDT / DEM / PRP / PROS / PMB / PR / PSC / DC / PSL / PMN / PTC / PRTB / PODE \| Flávia Moraes (PDT) + 2 DEM, 1 PODE, 1 PSC, 1 PRP \| Karlos Cabral (PDT) \| \| MA \| Flávio Dino (PCdoB) \| Weverton Rocha (PDT) \| PDT / PCdoB / PTB / PT / PSB / PPS / PROS / PRB / PR / DEM / PP / PTC / SD / PPL / Avante / Patriota \| Gil Cutrim (PDT) + 2 PR, 1 PP, 1 Patriota \| Cleide Coutinho (PDT), Fábio Macedo (PDT), Glalbert Cutrim (PDT), Márcio Honaiser (PDT), Rafael Leitoa (PDT), Ricardo Rios (PDT), Yglésio Moisés (PDT), + 6 PCdoB, 5 DEM, 3 PR, 2 PSB, 2 PP, 1 PRB \| \| MA \| Carlos Brandão (PRB) \| Eliziane Gama (PPS) \| PDT / PCdoB / PTB / PT / PSB / PPS / PROS / PRB / PR / DEM / PP / PTC / SD / PPL / Avante / Patriota \| Gil Cutrim (PDT) + 2 PR, 1 PP, 1 Patriota \| Cleide Coutinho (PDT), Fábio Macedo (PDT), Glalbert Cutrim (PDT), Márcio Honaiser (PDT), Rafael Leitoa (PDT), Ricardo Rios (PDT), Yglésio Moisés (PDT), + 6 PCdoB, 5 DEM, 3 PR, 2 PSB, 2 PP, 1 PRB \| \| MG \| Adalclever Lopes (MDB) \| Fábio Cherem (PDT) \| PDT / MDB / PODE / PV / PROS / PRB \| Mário Heringer (PDT), Subtenente Gonzaga (PDT) + 4 MDB, 3 PSB, 2 PRB \| Alencar da Silveira Jr. (PDT), Carlos Pimenta (PDT) + 7 MDB, 5 PV, 3 PRB, 2 PODE \| \| MG \| Adriana Buzelin (PV) \| Fábio Cherem (PDT) \| PDT / MDB / PODE / PV / PROS / PRB \| Mário Heringer (PDT), Subtenente Gonzaga (PDT) + 4 MDB, 3 PSB, 2 PRB \| Alencar da Silveira Jr. (PDT), Carlos Pimenta (PDT) + 7 MDB, 5 PV, 3 PRB, 2 PODE \| \| MS \| Odilon de Oliveira (PDT) \| Beto Figueiró (PODE) \| PDT / PODE / PRB \| Dagoberto Nogueira (PDT) \| Jamilson Name (PDT) + 1 PRB \| \| MS \| Marcos Vitor (PRB) \| Gilmar da Cruz (PRB) \| PDT / PODE / PRB \| Dagoberto Nogueira (PDT) \| Jamilson Name (PDT) + 1 PRB \| \| MT \| Mauro Mendes (DEM) \| Jayme Campos (DEM) \| PDT / DEM / PSC / PSD / MDB / PMB / PHS / PRP / PTC \| 2 MDB \| Prof. Allan Kardec (PDT) + 3 MDB, 2 DEM, 2 PSC, 1 PSD \| \| MT \| Otaviano Pivetta (PDT) \| Carlos Fávaro (PSD) \| PDT / DEM / PSC / PSD / MDB / PMB / PHS / PRP / PTC \| 2 MDB \| Prof. Allan Kardec (PDT) + 3 MDB, 2 DEM, 2 PSC, 1 PSD \| \| PA \| Márcio Miranda (DEM) \| Flexa Ribeiro (PSDB) \| PDT / DEM / PSDB / PSB / SD / PMN / PRTB / PPS / PRP \| 2 PSDB, 2 DEM, 1 PSB \| Junior Hage (PDT), Miro Sanova (PDT) + 5 PSDB, 3 DEM \| \| PA \| José Megale (PSDB) \| Sidney Rosa (PSB) \| PDT / DEM / PSDB / PSB / SD / PMN / PRTB / PPS / PRP \| 2 PSDB, 2 DEM, 1 PSB \| Junior Hage (PDT), Miro Sanova (PDT) + 5 PSDB, 3 DEM \| \| PB \| João Azevêdo (PSB) \| Veneziano Vital (PSB) \| PDT / PSB / PTB / PT / DEM / PR / PODE / PRP / PMN / PRB / PCdoB / PPS / REDE / PROS / Avante \| Damião Feliciano (PDT) + 1 PSB, 1 PTB, 1 PRB, 1 PT, 1 DEM \| 8 PSB, 3 PODE, 2 PTB, 1 PCdoB, 1 PRB \| \| PB \| Lígia Feliciano (PDT) \| Luiz Couto (PT) \| PDT / PSB / PTB / PT / DEM / PR / PODE / PRP / PMN / PRB / PCdoB / PPS / REDE / PROS / Avante \| Damião Feliciano (PDT) + 1 PSB, 1 PTB, 1 PRB, 1 PT, 1 DEM \| 8 PSB, 3 PODE, 2 PTB, 1 PCdoB, 1 PRB \| \| PE \| Maurício Rands (PROS) \| Silvio Costa (Avante) \| PDT / Avante / PROS \| Túlio Gadelha (PDT), Wolney Queiroz (PDT) \| José Queiroz (PDT) + 1 Avante \| \| PE \| Isabella Roldão (PDT) \| Lídia Brunes (PROS) \| PDT / Avante / PROS \| Túlio Gadelha (PDT), Wolney Queiroz (PDT) \| José Queiroz (PDT) + 1 Avante \| \| PI \| Wellington Dias (PT) \| Ciro Nogueira (PP) \| PDT / PT / MDB / PP / PR / PCdoB / PRTB / PTB / PSD \| Flávio Nogueira (PDT) + 2 PT, 2 PP, 1 PR, 1 PSD, 1 MDB \| Flávio Nogueira Jr. (PDT) + 6 MDB, 5 PT, 5 PP, 3 PR, 2 PTB, 1 PSD, 1 PRTB \| \| PI \| Regina Sousa (PT) \| Marcelo Castro (MDB) \| PDT / PT / MDB / PP / PR / PCdoB / PRTB / PTB / PSD \| Flávio Nogueira (PDT) + 2 PT, 2 PP, 1 PR, 1 PSD, 1 MDB \| Flávio Nogueira Jr. (PDT) + 6 MDB, 5 PT, 5 PP, 3 PR, 2 PTB, 1 PSD, 1 PRTB \| \| PR \| João Arruda (MDB) \| Roberto Requião (MDB) \| PDT / MDB / SD / PCdoB \| Gustavo Fruet (PDT) + 2 MDB \| Goura Nataraj (PDT), Nelson Luersen (PDT) \| \| PR \| Eliana Cortez (MDB) \| Nelton Friedrich (PDT) \| PDT / MDB / SD / PCdoB \| Gustavo Fruet (PDT) + 2 MDB \| Goura Nataraj (PDT), Nelson Luersen (PDT) \| \| RJ \| Pedro Fernandes (PDT) \| José Bonifácio (PDT) \| PDT / PSB \| Chico d'Ângelo (PDT), Paulo Ramos (PDT) + 1 PSB \| Luiz Martins (PDT), Martha Rocha (PDT), Thiago Pampolha (PDT) \| \| RJ \| Dr. Julianelli (PSB) \| José Bonifácio (PDT) \| PDT / PSB \| Chico d'Ângelo (PDT), Paulo Ramos (PDT) + 1 PSB \| Luiz Martins (PDT), Martha Rocha (PDT), Thiago Pampolha (PDT) \| \| RN \| Carlos Eduardo Alves (PDT) \| Garibaldi Alves Filho (MDB) \| PDT / PP / MDB / DEM / PR / PODE / PTB \| 1 MDB \| 2 MDB, 1 DEM \| \| RN \| Kadu Ciarlini (PP) \| Antônio Jácome (PODE) \| PDT / PP / MDB / DEM / PR / PODE / PTB \| 1 MDB \| 2 MDB, 1 DEM \| \| RO \| Acir Gurgacz (PDT) \| Jesualdo Júnior (PSB) \| PDT / DC / PP / PSB / PTC / SD / PTB / Avante \| Silvia Cristina (PDT) + 1 PP, 1 PSB \| Rosângela Donadon (PDT) \| \| RO \| Neodi de Oliveira (DC) \| Carlos Magno (PP) \| PDT / DC / PP / PSB / PTC / SD / PTB / Avante \| Silvia Cristina (PDT) + 1 PP, 1 PSB \| Rosângela Donadon (PDT) \| \| RR \| Suely Campos (PP) \| Ângela Portela (PDT) \| PDT / PP / PCdoB / PODE / PR / PRTB / PSB / PHS \| 1 PP \| 1 PP, 1 PCdoB \| \| RR \| Oleno Matos (PCdoB) \| Luciano Castro (PR) \| PDT / PP / PCdoB / PODE / PR / PRTB / PSB / PHS \| 1 PP \| 1 PP, 1 PCdoB \| \| RS \| Jairo Jorge (PDT) \| Ana Varela (PODE) \| PDT / PODE / SD / PV / PMB / PPL / Avante \| Afonso Motta (PDT), Marlon Santos (PDT), Pompeo de Mattos (PDT) \| Eduardo Loureiro (PDT), Gerson Burmann (PDT), Juliana Brizola (PDT), Luiz Marenco (PDT) \| \| RS \| Cláudio Bier (PV) \| Sandra Weber (SD) \| PDT / PODE / SD / PV / PMB / PPL / Avante \| Afonso Motta (PDT), Marlon Santos (PDT), Pompeo de Mattos (PDT) \| Eduardo Loureiro (PDT), Gerson Burmann (PDT), Juliana Brizola (PDT), Luiz Marenco (PDT) \| \| SC \| Gelson Merisio (PSD) \| Esperidião Amin (PP) \| PDT / PSD / DEM / PP / PCdoB / PODE / PRB / PSB / PV / SD / PSC / PROS / PHS / PRP / PPL \| 1 PRB, 1 PSB \| Paulinha (PDT), Rodrigo Minotto (PDT) \| \| SC \| João Paulo Kleinübing (DEM) \| Raimundo Colombo (PSD) \| PDT / PSD / DEM / PP / PCdoB / PODE / PRB / PSB / PV / SD / PSC / PROS / PHS / PRP / PPL \| 1 PRB, 1 PSB \| Paulinha (PDT), Rodrigo Minotto (PDT) \| \| SE \| Valadares Filho (PSB) \| Antônio Carlos Valadares (PSB) \| PDT / PSB / PTB / PPL / PROS / PRP \| Fabio Henrique (PDT) \| 1 PSB \| \| SE \| Sílvia Fontes (PDT) \| Henry Clay (PPL) \| PDT / PSB / PTB / PPL / PROS / PRP \| Fabio Henrique (PDT) \| 1 PSB \| \| SP \| Marcelo Cândido (PDT) \| Antonio Neto (PDT) \| nenhuma \| Tabata Amaral (PDT) \| Márcio Nakashima (PDT) \| \| SP \| Gleides Sodré (PDT) \| Antonio Neto (PDT) \| nenhuma \| Tabata Amaral (PDT) \| Márcio Nakashima (PDT) \| \| TO \| Márlon Reis (REDE) \| Irajá Abreu (PSD) \| PDT / REDE / PV / PSD / PCdoB / PT / PTB / PRTB \| ninguém \| 2 PV \| \| TO \| José Geraldo (PTB) \| Paulo Mourão (PT) \| PDT / REDE / PV / PSD / PCdoB / PT / PTB / PRTB \| ninguém \| 2 PV \| |                                         |                                | | | |
| UF | Candidatos(as) a Governador(a) e a Vice | Candidatos(as) a Senadores(as) | Coligação majoritária (governo e senado)                                                                     | Deputados(as) federais eleitos(as) — 89 | Deputados(as) estaduais eleitos(as) — 199 |
| AC | Marcus Alexandre (PT)                   | Jorge Viana (PT)               | PDT / PT / PV / PRB / PODE / PROS / PCdoB / PSB / PHS / PRTB / DC / PPL / PMB / PSOL                         | Jesus Sérgio (PDT) | José Luís Tchê (PDT) |
| AC | Emylson Farias (PDT)                    | Ney Amorim (PT)                | PDT / PT / PV / PRB / PODE / PROS / PCdoB / PSB / PHS / PRTB / DC / PPL / PMB / PSOL                         | Jesus Sérgio (PDT) | José Luís Tchê (PDT) |
| AL | Renan Filho (MDB)                       | Renan Calheiros (MDB)          | PDT / MDB / PR / PT / PCdoB / PODE / PTB / PHS / PV / DC / PSD / PRP / PMB / PPS / PRTB / PMN / Avante       | 1 PSD, 1 PR, 1 PTB, 1 MDB, 1 PT | Inácio Loiola (PDT) + 1 PMN |
| AL | Luciano Barbosa (MDB)                   | Maurício Quintella Lessa (PR)  | PDT / MDB / PR / PT / PCdoB / PODE / PTB / PHS / PV / DC / PSD / PRP / PMB / PPS / PRTB / PMN / Avante       | 1 PSD, 1 PR, 1 PTB, 1 MDB, 1 PT | Inácio Loiola (PDT) + 1 PMN |
| AM | Amazonino Mendes (PDT)                  | Hissa Abrahão (PDT)            | PDT / PTB / PP / PR / Avante / PV / SD / PPS / PHS / PSL / PPL / PRP                                         | 1 PSL, 1 PP, 1 PR, 1 SD | Adjuto Afonso (PDT) + 1 PRP |
| AM | Rebeca Garcia (PP)                      | Alfredo Nascimento (PR)        | PDT / PTB / PP / PR / Avante / PV / SD / PPS / PHS / PSL / PPL / PRP                                         | 1 PSL, 1 PP, 1 PR, 1 SD | Adjuto Afonso (PDT) + 1 PRP |
| AP | Waldez Góes (PDT)                       | Lucas Barreto (PTB)            | PDT / PTB / PROS, / MDB / DC / PRB / PCdoB / PRP / PTC / PMB                                                 | 1 PROS, 1 PCdoB | Marília Goés (PDT) + 1 PRB, 1 DC, 1 MDB |
| AP | Jaime Nunes (PROS)                      | Lucas Barreto (PTB)            | PDT / PTB / PROS, / MDB / DC / PRB / PCdoB / PRP / PTC / PMB                                                 | 1 PROS, 1 PCdoB | Marília Goés (PDT) + 1 PRB, 1 DC, 1 MDB |
| BA | Rui Costa (PT)                          | Jacques Wagner (PT)            | PDT / PT / PP / PODE / PSD / PSB / PCdoB / PR / PRP / PMB / PMN / PROS / PTC / Avante                        | Alex Marco Santana (PDT), Félix Mendonça Júnior (PDT) | Euclides Fernandes (PDT), Roberto Carlos (PDT), Samuel Junior (PDT) + 10 PT, 9 PSD, 7 PP, 4 PSB, 1 PODE, 1 PR, 1 PRP, 1 Avante |
| BA | João Leão (PP)                          | Angelo Coronel (PSD)           | PDT / PT / PP / PODE / PSD / PSB / PCdoB / PR / PRP / PMB / PMN / PROS / PTC / Avante                        | Alex Marco Santana (PDT), Félix Mendonça Júnior (PDT) | Euclides Fernandes (PDT), Roberto Carlos (PDT), Samuel Junior (PDT) + 10 PT, 9 PSD, 7 PP, 4 PSB, 1 PODE, 1 PR, 1 PRP, 1 Avante |
| CE | Camilo Santana (PT)                     | Cid Gomes (PDT)                | PDT / PT / PTB / PP / PSB / PR / DEM / PCdoB / PPS / PRP / PV / PMN / PPL / PRTB / PMB / Patriota            | André Figueiredo (PDT), Eduardo Bismarck (PDT), Idilvan Alencar (PDT), Leônidas Cristino (PDT), Mauro Benevides Filho (PDT), Robério Monteiro (PDT) + 1 PSB, 1 PTB | Antônio Granja (PDT), Evandro Leitão (PDT), Guilherme Landim (PDT), Jeová Mota (PDT), João Salmito Filho (PDT), José Sarto (PDT), Marcos Sobreira (PDT), Nezinho Farias (PDT), Osmar Baquit (PDT), Queiroz Filho (PDT), Romeu Aldigueri (PDT), Sérgio Aguiar (PDT), Tin Gomes (PDT), Zezinho Albuquerque (PDT) + 3 PP, 1 PR, 1 DEM |
| CE | Izolda Cela (PDT)                       | Cid Gomes (PDT)                | PDT / PT / PTB / PP / PSB / PR / DEM / PCdoB / PPS / PRP / PV / PMN / PPL / PRTB / PMB / Patriota            | André Figueiredo (PDT), Eduardo Bismarck (PDT), Idilvan Alencar (PDT), Leônidas Cristino (PDT), Mauro Benevides Filho (PDT), Robério Monteiro (PDT) + 1 PSB, 1 PTB | Antônio Granja (PDT), Evandro Leitão (PDT), Guilherme Landim (PDT), Jeová Mota (PDT), João Salmito Filho (PDT), José Sarto (PDT), Marcos Sobreira (PDT), Nezinho Farias (PDT), Osmar Baquit (PDT), Queiroz Filho (PDT), Romeu Aldigueri (PDT), Sérgio Aguiar (PDT), Tin Gomes (PDT), Zezinho Albuquerque (PDT) + 3 PP, 1 PR, 1 DEM |
| DF | Rodrigo Rollemberg (PSB)                | Leila do Vôlei (PSB)           | PDT / PSB / PCdoB / PV / REDE                                                                                | 1 PV | Cláudio Abrantes (PDT), Reginaldo Veras (PDT) |
| DF | Eduardo Brandão (PV)                    | Chico Leite (REDE)             | PDT / PSB / PCdoB / PV / REDE                                                                                | 1 PV | Cláudio Abrantes (PDT), Reginaldo Veras (PDT) |
| ES | Renato Casagrande (PSB)                 | Marcos do Val (PPS)            | PDT / PSB / PSDB / DEM / PPS / PCdoB / PV / DC / SD / PP / PTC / PSC / PPL / PRP / PSD / PHS / PROS / Avante | Sérgio Vidigal (PDT) + 1 DEM | Marcelo Santos (PDT) + 1 DEM, 1 PSD |
| ES | Jacqueline Moraes (PSB)                 | Ricardo Ferraço (PSDB)         | PDT / PSB / PSDB / DEM / PPS / PCdoB / PV / DC / SD / PP / PTC / PSC / PPL / PRP / PSD / PHS / PROS / Avante | Sérgio Vidigal (PDT) + 1 DEM | Marcelo Santos (PDT) + 1 DEM, 1 PSD |
| GO | Ronaldo Caiado (DEM)                    | Jorge Kajuru (PRP)             | PDT / DEM / PRP / PROS / PMB / PR / PSC / DC / PSL / PMN / PTC / PRTB / PODE                                 | Flávia Moraes (PDT) + 2 DEM, 1 PODE, 1 PSC, 1 PRP | Karlos Cabral (PDT) |
| GO | Lincoln Tejota (PROS)                   | Wilder Morais (DEM)            | PDT / DEM / PRP / PROS / PMB / PR / PSC / DC / PSL / PMN / PTC / PRTB / PODE                                 | Flávia Moraes (PDT) + 2 DEM, 1 PODE, 1 PSC, 1 PRP | Karlos Cabral (PDT) |
| MA | Flávio Dino (PCdoB)                     | Weverton Rocha (PDT)           | PDT / PCdoB / PTB / PT / PSB / PPS / PROS / PRB / PR / DEM / PP / PTC / SD / PPL / Avante / Patriota         | Gil Cutrim (PDT) + 2 PR, 1 PP, 1 Patriota | Cleide Coutinho (PDT), Fábio Macedo (PDT), Glalbert Cutrim (PDT), Márcio Honaiser (PDT), Rafael Leitoa (PDT), Ricardo Rios (PDT), Yglésio Moisés (PDT), + 6 PCdoB, 5 DEM, 3 PR, 2 PSB, 2 PP, 1 PRB |
| MA | Carlos Brandão (PRB)                    | Eliziane Gama (PPS)            | PDT / PCdoB / PTB / PT / PSB / PPS / PROS / PRB / PR / DEM / PP / PTC / SD / PPL / Avante / Patriota         | Gil Cutrim (PDT) + 2 PR, 1 PP, 1 Patriota | Cleide Coutinho (PDT), Fábio Macedo (PDT), Glalbert Cutrim (PDT), Márcio Honaiser (PDT), Rafael Leitoa (PDT), Ricardo Rios (PDT), Yglésio Moisés (PDT), + 6 PCdoB, 5 DEM, 3 PR, 2 PSB, 2 PP, 1 PRB |
| MG | Adalclever Lopes (MDB)                  | Fábio Cherem (PDT)             | PDT / MDB / PODE / PV / PROS / PRB                                                                           | Mário Heringer (PDT), Subtenente Gonzaga (PDT) + 4 MDB, 3 PSB, 2 PRB                                                                                               | Alencar da Silveira Jr. (PDT), Carlos Pimenta (PDT) + 7 MDB, 5 PV, 3 PRB, 2 PODE |
| MG | Adriana Buzelin (PV)                    | Fábio Cherem (PDT)             | PDT / MDB / PODE / PV / PROS / PRB                                                                           | Mário Heringer (PDT), Subtenente Gonzaga (PDT) + 4 MDB, 3 PSB, 2 PRB                                                                                               | Alencar da Silveira Jr. (PDT), Carlos Pimenta (PDT) + 7 MDB, 5 PV, 3 PRB, 2 PODE |
| MS | Odilon de Oliveira (PDT)                | Beto Figueiró (PODE)           | PDT / PODE / PRB                                                                                             | Dagoberto Nogueira (PDT) | Jamilson Name (PDT) + 1 PRB |
| MS | Marcos Vitor (PRB)                      | Gilmar da Cruz (PRB)           | PDT / PODE / PRB                                                                                             | Dagoberto Nogueira (PDT) | Jamilson Name (PDT) + 1 PRB |
| MT | Mauro Mendes (DEM)                      | Jayme Campos (DEM)             | PDT / DEM / PSC / PSD / MDB / PMB / PHS / PRP / PTC                                                          | 2 MDB | Prof. Allan Kardec (PDT) + 3 MDB, 2 DEM, 2 PSC, 1 PSD |
| MT | Otaviano Pivetta (PDT)                  | Carlos Fávaro (PSD)            | PDT / DEM / PSC / PSD / MDB / PMB / PHS / PRP / PTC                                                          | 2 MDB | Prof. Allan Kardec (PDT) + 3 MDB, 2 DEM, 2 PSC, 1 PSD |
| PA | Márcio Miranda (DEM)                    | Flexa Ribeiro (PSDB)           | PDT / DEM / PSDB / PSB / SD / PMN / PRTB / PPS / PRP                                                         | 2 PSDB, 2 DEM, 1 PSB | Junior Hage (PDT), Miro Sanova (PDT) + 5 PSDB, 3 DEM |
| PA | José Megale (PSDB)                      | Sidney Rosa (PSB)              | PDT / DEM / PSDB / PSB / SD / PMN / PRTB / PPS / PRP                                                         | 2 PSDB, 2 DEM, 1 PSB | Junior Hage (PDT), Miro Sanova (PDT) + 5 PSDB, 3 DEM |
| PB | João Azevêdo (PSB)                      | Veneziano Vital (PSB)          | PDT / PSB / PTB / PT / DEM / PR / PODE / PRP / PMN / PRB / PCdoB / PPS / REDE / PROS / Avante                | Damião Feliciano (PDT) + 1 PSB, 1 PTB, 1 PRB, 1 PT, 1 DEM | 8 PSB, 3 PODE, 2 PTB, 1 PCdoB, 1 PRB |
| PB | Lígia Feliciano (PDT)                   | Luiz Couto (PT)                | PDT / PSB / PTB / PT / DEM / PR / PODE / PRP / PMN / PRB / PCdoB / PPS / REDE / PROS / Avante                | Damião Feliciano (PDT) + 1 PSB, 1 PTB, 1 PRB, 1 PT, 1 DEM | 8 PSB, 3 PODE, 2 PTB, 1 PCdoB, 1 PRB |
| PE | Maurício Rands (PROS)                   | Silvio Costa (Avante)          | PDT / Avante / PROS                                                                                          | Túlio Gadelha (PDT), Wolney Queiroz (PDT) | José Queiroz (PDT) + 1 Avante |
| PE | Isabella Roldão (PDT)                   | Lídia Brunes (PROS)            | PDT / Avante / PROS                                                                                          | Túlio Gadelha (PDT), Wolney Queiroz (PDT) | José Queiroz (PDT) + 1 Avante |
| PI | Wellington Dias (PT)                    | Ciro Nogueira (PP)             | PDT / PT / MDB / PP / PR / PCdoB / PRTB / PTB / PSD                                                          | Flávio Nogueira (PDT) + 2 PT, 2 PP, 1 PR, 1 PSD, 1 MDB | Flávio Nogueira Jr. (PDT) + 6 MDB, 5 PT, 5 PP, 3 PR, 2 PTB, 1 PSD, 1 PRTB |
| PI | Regina Sousa (PT)                       | Marcelo Castro (MDB)           | PDT / PT / MDB / PP / PR / PCdoB / PRTB / PTB / PSD                                                          | Flávio Nogueira (PDT) + 2 PT, 2 PP, 1 PR, 1 PSD, 1 MDB | Flávio Nogueira Jr. (PDT) + 6 MDB, 5 PT, 5 PP, 3 PR, 2 PTB, 1 PSD, 1 PRTB |
| PR | João Arruda (MDB)                       | Roberto Requião (MDB)          | PDT / MDB / SD / PCdoB                                                                                       | Gustavo Fruet (PDT) + 2 MDB | Goura Nataraj (PDT), Nelson Luersen (PDT) |
| PR | Eliana Cortez (MDB)                     | Nelton Friedrich (PDT)         | PDT / MDB / SD / PCdoB                                                                                       | Gustavo Fruet (PDT) + 2 MDB | Goura Nataraj (PDT), Nelson Luersen (PDT) |
| RJ | Pedro Fernandes (PDT)                   | José Bonifácio (PDT)           | PDT / PSB | Chico d'Ângelo (PDT), Paulo Ramos (PDT) + 1 PSB | Luiz Martins (PDT), Martha Rocha (PDT), Thiago Pampolha (PDT) |
| RJ | Dr. Julianelli (PSB)                    | José Bonifácio (PDT)           | PDT / PSB | Chico d'Ângelo (PDT), Paulo Ramos (PDT) + 1 PSB | Luiz Martins (PDT), Martha Rocha (PDT), Thiago Pampolha (PDT) |
| RN | Carlos Eduardo Alves (PDT)              | Garibaldi Alves Filho (MDB)    | PDT / PP / MDB / DEM / PR / PODE / PTB                                                                       | 1 MDB | 2 MDB, 1 DEM |
| RN | Kadu Ciarlini (PP)                      | Antônio Jácome (PODE)          | PDT / PP / MDB / DEM / PR / PODE / PTB                                                                       | 1 MDB | 2 MDB, 1 DEM |
| RO | Acir Gurgacz (PDT)                      | Jesualdo Júnior (PSB)          | PDT / DC / PP / PSB / PTC / SD / PTB / Avante                                                                | Silvia Cristina (PDT) + 1 PP, 1 PSB | Rosângela Donadon (PDT) |
| RO | Neodi de Oliveira (DC)                  | Carlos Magno (PP)              | PDT / DC / PP / PSB / PTC / SD / PTB / Avante                                                                | Silvia Cristina (PDT) + 1 PP, 1 PSB | Rosângela Donadon (PDT) |
| RR | Suely Campos (PP)                       | Ângela Portela (PDT)           | PDT / PP / PCdoB / PODE / PR / PRTB / PSB / PHS                                                              | 1 PP | 1 PP, 1 PCdoB |
| RR | Oleno Matos (PCdoB)                     | Luciano Castro (PR)            | PDT / PP / PCdoB / PODE / PR / PRTB / PSB / PHS                                                              | 1 PP | 1 PP, 1 PCdoB |
| RS | Jairo Jorge (PDT)                       | Ana Varela (PODE)              | PDT / PODE / SD / PV / PMB / PPL / Avante                                                                    | Afonso Motta (PDT), Marlon Santos (PDT), Pompeo de Mattos (PDT) | Eduardo Loureiro (PDT), Gerson Burmann (PDT), Juliana Brizola (PDT), Luiz Marenco (PDT) |
| RS | Cláudio Bier (PV)                       | Sandra Weber (SD)              | PDT / PODE / SD / PV / PMB / PPL / Avante                                                                    | Afonso Motta (PDT), Marlon Santos (PDT), Pompeo de Mattos (PDT) | Eduardo Loureiro (PDT), Gerson Burmann (PDT), Juliana Brizola (PDT), Luiz Marenco (PDT) |
| SC | Gelson Merisio (PSD)                    | Esperidião Amin (PP)           | PDT / PSD / DEM / PP / PCdoB / PODE / PRB / PSB / PV / SD / PSC / PROS / PHS / PRP / PPL                     | 1 PRB, 1 PSB | Paulinha (PDT), Rodrigo Minotto (PDT) |
| SC | João Paulo Kleinübing (DEM)             | Raimundo Colombo (PSD)         | PDT / PSD / DEM / PP / PCdoB / PODE / PRB / PSB / PV / SD / PSC / PROS / PHS / PRP / PPL                     | 1 PRB, 1 PSB | Paulinha (PDT), Rodrigo Minotto (PDT) |
| SE | Valadares Filho (PSB)                   | Antônio Carlos Valadares (PSB) | PDT / PSB / PTB / PPL / PROS / PRP                                                                           | Fabio Henrique (PDT) | 1 PSB |
| SE | Sílvia Fontes (PDT)                     | Henry Clay (PPL)               | PDT / PSB / PTB / PPL / PROS / PRP                                                                           | Fabio Henrique (PDT) | 1 PSB |
| SP | Marcelo Cândido (PDT)                   | Antonio Neto (PDT)             | nenhuma | Tabata Amaral (PDT) | Márcio Nakashima (PDT) |
| SP | Gleides Sodré (PDT)                     | Antonio Neto (PDT)             | nenhuma | Tabata Amaral (PDT) | Márcio Nakashima (PDT) |
| TO | Márlon Reis (REDE)                      | Irajá Abreu (PSD)              | PDT / REDE / PV / PSD / PCdoB / PT / PTB / PRTB                                                              | ninguém | 2 PV |
| TO | José Geraldo (PTB)                      | Paulo Mourão (PT)              | PDT / REDE / PV / PSD / PCdoB / PT / PTB / PRTB                                                              | ninguém | 2 PV |

### Eleições presidenciais
| Ano  | Imagem | Candidato(a) a Presidente      | Candidato a Vice-Presidente  | Coligação                                                                         | Votos               | Posição |
| ---- | ------ | ------------------------------ | ---------------------------- | --------------------------------------------------------------------------------- | ------------------- | ------- |
| 1989 |        | Leonel Brizola (PDT)           | Fernando Lyra (PDT)          | Sem coligação                                                                     | 11 168 228 (15,45%) | 3ª      |
| 1994 |        | Leonel Brizola (PDT)           | Darcy Ribeiro (PDT)          | Força do Povo (PDT e PMN)                                                         | 2 015 836 (3,18%)   | 5ª      |
| 1998 |        | Luiz Inácio Lula da Silva (PT) | Leonel Brizola (PDT)         | União do Povo Muda Brasil (PT, PDT, PSB, PCdoB e PCB)                             | 21 475 218 (31,71%) | 2ª      |
| 2002 |        | Ciro Gomes (PPS)               | Paulo Pereira da Silva (PTB) | Frente Trabalhista (PPS, PTB e PDT)                                               | 10 170 882 (11,97%) | 4ª      |
| 2006 |        | Cristovam Buarque (PDT)        | Jefferson Peres (PDT)        | Sem coligação                                                                     | 2 538 844 (2,64%)   | 4ª      |
| 2010 |        | Dilma Rousseff (PT)            | Michel Temer (PMDB)          | Para o Brasil Seguir Mudando (PT, PMDB, PR, PSB, PDT, PCdoB, PSC, PRB, PTC e PTN) | 55 752 529 (56,05%) | 1ª      |
| 2014 |        | Dilma Rousseff (PT)            | Michel Temer (PMDB)          | Com a Força do Povo (PT, PMDB, PSD, PP, PR, PROS, PDT, PCdoB e PRB)               | 54 495 459 (51,64%) | 1ª      |
| 2018 |        | Ciro Gomes (PDT)               | Kátia Abreu (PDT)            | Brasil Soberano (PDT e Avante)                                                    | 13 344 366 (12,47%) | 3ª      |
| 2022 |        | Ciro Gomes (PDT)               | Ana Paula Matos (PDT)        | Sem coligação                                                                     | 3 599 201 (3,04%)   | 4ª      |